# Хроника Великой Отечественной войны (август 1942 года)

## 1 августа 1942 года. 406-й день войны
Сталинградский фронт. Командование Сталинградского фронта к 1 августа (суббота) развернуло на южном фасе внешнего оборонительного обвода 57-ю армию и несколько соединений из фронтового резерва. Сталинградскому фронту была передана 51-я армия, которой в это время (до 7 октября) вместо заболевшего командующего армией генерал-майора Н. И. Труфанова командовал его заместитель генерал-майор Т. К. Коломиец. После включения этой армии в состав фронта полоса его обороны достигла ширины 700 километров.
1 августа немецкая 4-я танковая армия под командованием генерала Гота продолжила наступление главными силами вдоль железной дороги Тихорецк — Котельниково, устремляясь к Сталинграду с юга. На пути продвижения немецко-фашистских войск оборонялась 51-я армия, имевшая четыре стрелковые и две кавалерийские дивизии на 200-километровом фронте от Верхне-Курмоярской до района в 45 км юго-западнее Зимовников. Противник прорвал оборону 51-й армии и 1 августа захватил Ремонтную. Разрозненные остатки советских дивизий частью отходили на восток, к Сталинграду, частью — на Элисту.
Гальдер Франц. 

Сопротивление арьергардов противника южнее Дона несколько усиливается в полосе армии Руоффа, а у Клейста остаётся незначительным. Поэтому последний и продвигается хорошо. Гот (4-я танковая армия) перешёл в группу армий «Б», он движется вперёд, несмотря на сопротивление противника. В ходе сражения западнее Сталинграда существенных изменений не произошло. Контратаки противника слабеют. Собственных наступательных действий нельзя начать из-за нехватки горючего и боеприпасов. У Воронежа и Землянска затишье. Группа армий «Север». Никаких существенных событий…
Совинформбюро.

В течение 1 августа наши войска вели ожесточённые бои в районах Клетская, Цимлянская, Кущевская, Сальск.

## 2 августа 1942 года. 407-й день войны
Сталинградский фронт. 2 августа (воскресенье) германская 14-я танковая дивизия 4-й танковой армии овладела Котельниково. Для борьбы с вражеской группировкой, прорвавшейся в район Котельниковского, была образована отдельная оперативная группа войск, подчинённая генерал-лейтенанту В. И. Чуйкову, заместителю командующего 64-й армией. В состав группы вошли 29, 138-я и 157-я стрелковые дивизии полковников А. И. Колобутина, И. И. Людиикова и Д. С. Куропатенко, 6-я гвардейская танковая бригада, 154-я бригада морской пехоты, два полка гвардейских миномётов, а также вновь прибывшая под Сталинград из Сибири 208-я стрелковая дивизия полковника К. М. Воскобойникова. Четыре эшелона этой дивизии, выгрузившиеся на станции Котельниково, сразу же подверглись удару фашистской авиации и танков.
Северо-Кавказский фронт. С утра 2 августа немцы продолжили наступление на Сальск и к концу дня вышли на рубеж Пролетарская, Сальск, Белая Глина. С этого рубежа 1-я танковая армия стала быстро продвигаться двумя танковыми корпусами: 57-й корпус наносил удар на Кропоткин, а 40-й корпус — на Ворошиловск. Войскам Приморской группы под натиском 17-й армии врага пришлось отойти на рубеж рек Ея и Куго-Ея. К этому времени туда вышли две кубанские дивизии 17-го казачьего кавалерийского корпуса, которые совместно с отошедшими войсками 18-й армии организовали оборону. 2 августа противник перешёл в атаку в районе Шкуринской (20 километров северо-западнее Кущевской) и вклинился в нашу оборону, но контратаками советских войск был выбит с захваченных позиций.
Гальдер Франц. 

Южнее Дона возрастает сопротивление противника на отдельных участках перед центром нашей группировки и на правом фланге Руоффа. Перед его левым флангом и войсками Клейста противник, не оказывая сопротивления, всё время отходит на юг и юго-восток. Гот добился больших успехов. Его головные части с ходу врезались в боевые порядки только что подведённой с востока русской стрелковой дивизии. Затруднения с горючим в группе армий «А» все ещё продолжаются. На фронте группы армий «Б» 6-я армия перешла из-за недостатка снабжения к обороне.
Группа армий «Центр». Продолжаются атаки против восточного и северного участков фронта 9-й армии. Атаки отбиты.
Совинформбюро.

В течение 2 августа наши войска вели ожесточённые бои в районах Клетская, Цимлянская, Кущевская, Сальск.

## 3 августа 1942 года. 408-й день войны
Сталинградский фронт. Вечером 3 августа (понедельник) передовые части 4-й немецкой танковой армии вышли к р. Аксай, а затем стали развивать наступление на Абганерово и Плодовитое. Прорыв обороны 51-й армии создал тяжёлую обстановку и для 64-й армии, так как немецкие войска выходили на её левый фланг и коммуникации. Войска 64-й армии занимали оборону на южном фасе внешнего обвода от Дона до Плодовитое. Одновременно спешно организовывалось сопротивление — по р. Аксай из отошедших к ней ослабленных войск 51-й армии и резервных частей 64-й армии в 40 километрах от основного рубежа обороны.
Северо-Кавказский фронт. Чтобы защитить правый фланг Приморской группы и прикрыть Армавир с северо-востока, командующий Северо-Кавказским фронтом 3 августа приказал 1-му отдельному стрелковому корпусу занять оборону в районе севернее Армавира. 37-я армия должна была отойти на рубеж Ворошиловск — Армавир, а затем на реку Малку и организовать там прочную оборону. Войска 12-й и 18-й армий отводились к реке Кубани.
Гальдер Франц. 

Характерным на сегодня является прорыв 1-й танковой армии к Кубани и через неё севернее Армавира и до Ворошиловска, а также 4-й танковой армии через Котельниково. На остальных участках Восточного фронта отмечены лишь незначительные боевые действия…
Совинформбюро.

В течение 3 августа наши войска вели ожесточённые бои в районах Клетская, Цымлянская, Сальск, Кущевская.

## 4 августа 1942 года. 409-й день войны
Западный фронт. 4 августа (вторник) в 6.15 , в ходе Ржевско-Сычёвской наступательной операции, при мощной поддержке артиллерии и авиации, спустя 5 дней после Конева, нанёс свой удар Жуков. Огонь всех орудий и миномётов двух армий внезапно обрушился на передний край противника в районе Погорелого Городища. Немцев удалось захватить врасплох. В ходе полуторачасовой обработки переднего края оборона 161-й пехотной и 36-й моторизованной дивизий, по выражению генерала армии Гетмана, была «буквально сметена». Заключительным аккордом прозвучал одновременный залп 18 дивизионов «катюш» — около 3600 реактивных снарядов калибра 132 и 82 мм, выпущенных в течение 10 секунд. После такой огневой подготовки, которая длилась полтора часа, ударные группировки 31-й и 20-й армий без особых трудностей прорвали первую и вторую позиции обороны 161-й пехотной и 36-й моторизованной дивизий на фронте до 15 км. До наступления темноты войска первого эшелона продвинулись на глубину 6-8 км, разбив 161-ю дивизию генерала Рекке. Немцы, бросив тяжёлое вооружение, начали поспешный отход, прикрываясь огнём небольших арьергардных групп, минируя дороги и населённые пункты. Подвижные группы обеих наступающих армий к 16 часам переправились через Дёржу и, не встречая сопротивления, вошли в прорыв. К исходу дня группа генерала Бычковского главными силами вышла в район Старое, Ревякино, а передовыми частями достигла населённого пункта Емельянцево. Группа полковника Армана в это же время подходила к Кондраково, передовые же её части — к Праслово. Наступление продолжалось и ночью.
Гальдер Франц. 

Группа армий «А». Сопротивление противника перед войсками Руоффа слабеет. Клейст захватил плацдарм на Кубани, но для дальнейшего удара на Майкоп должен занять новые исходные рубежи.
Группа армий «Б». Гот, используя свои успехи, быстро продвигается вперёд, преодолевая сопротивление на отдельных участках. Противник усиливается на участках 8-го и 14-го армейских корпусов. Под Воронежем затишье.
Группа армий «Центр». У армий, действующих на южном крыле, спокойно. Перед фронтом генерал-полковника Шмидта противник, по всей видимости, рассредоточивается. Противнику удалось добиться глубокого прорыва на фронте 9-й армии (кажется, наступают семь дивизий и одна танковая бригада при усиленной поддержке артиллерии) в направлении Зубцова. Против них брошены соединения 39-го корпуса в составе 5, 2, 1-й танковых и 102-й дивизий. На фронте 9-й армии у Ржева отбито несколько крупных атак. На южном участке (9-я армия) оживление.
Группа армий «Север». Наблюдаются местные атаки, но на многих участках фронта оживление. Юго-восточнее Киришей наступление с частичным прорывом обороны. В районе мешка у Погостья снова активизация деятельности. Видимо, подготовка к наступлению в западном направлении. Под Ленинградом местные атаки.
Совинформбюро.

В течение 4 августа наши войска вели ожесточённые бои в районах Клетская, Цимлянская, Белая Глина, Кущевская.

## 5 августа 1942 года. 410-й день войны
Западный фронт. К утру 5 августа (среда) соединения Западного фронта полностью преодолели главную полосу обороны, расширив прорыв до 16 км и углубившись в расположение немецких войск на 8-10 км. Таким образом, войска 31-й и 20-й армий в основном выполнили задачу прорыва тактической зоны обороны на всю глубину. План операции предусматривал на второй день для 31-й армии овладение городом Зубцов и выход на Вазузу, для 20-й армии — освобождение Карманово и захват передовыми отрядами переправ на Гжати. Этих целей пока не удалось достичь из-за медлительности обеих армейских подвижных групп как при переправе через Дёржу, так и после ввода в прорыв. Они буквально тонули в грязи. 8-й стрелковый корпус через леса пробивался к Карманово, преодолевая ожесточённое сопротивление 36-й мотодивизии. Отряд 8-го танкового корпуса к исходу дня 5 августа смог выйти частью сил лишь в район Покров, Ровное. Передовые подразделения 6-го корпуса, двигавшиеся несколько быстрее, достигли Костино, Бровцино на ближних подступах к Вазузе на участке 251-й стрелковой дивизии 20-й армии. Вечером части армейских подвижных групп подошли к тыловому оборонительному рубежу противника на подступах в реке Вазуза, но прорвать его с ходу не смогли.
Впереди находился заранее укреплённый рубеж противника, проходивший здесь и севернее до Зубцова вдоль западного берега реки, а далее тянувшийся на юго-восток от неё к Карманово. Перед этим рубежом уже во второй половине дня 5 августа наступающие войска 31-й и 20-й армий встретили резко возросшее сопротивление противника и были остановлены по всей своей полосе. Попытка частей 251-й стрелковой дивизии полковника Б. Б. Городовикова прорвать вражескую оборону в направлении Буконтово не увенчалась успехом даже с подходом передового отряда 6-го танкового корпуса, состоявшего из 100-й танковой, 6-й мотострелковой бригад и двух батарей противотанковой артиллерии. К 5 августа резервы группы армий «Центр» уже сосредоточились в районе Сычевки, и генерал Модель решил использовать их для нанесения контрудара на Погорелое Городище: от Осуги через Буконтово — силами 5-й танковой и 253-й пехотной дивизий, со стороны Сычевки через Хлепень — 1-й танковой и 6-й пехотной, из района Карманово — 2-й танковой, 36-й моторизованной и 342-й пехотной дивизий. Выдвижение немецких дивизий началось в ночь на 6 августа. ([3] стр. 325)
Сталинградский фронт. 5 августа издана Директива Ставки Верховного Главнокомандования о разделении Сталинградского фронта на Юго-Восточный и Сталинградский фронты. В Сталинградском фронте под командованием генерал-лейтенанта В. Н. Гордова остались 63, 21, 4-я танковая (без танков) и 62-я армии. Для фронта формировалась новая, 16-я воздушная армия, командующим которой был назначен генерал-майор авиации С. И. Руденко. В состав Юго-Восточного фронта под командованием генерал-полковника А. И. Ерёменко вошли 64, 57, 51-я, выдвигавшаяся к Сталинграду 1-я гвардейская и 8-я воздушная армии.
Директива Ставки от 5 августа ставила фронтам самостоятельные задачи. Сталинградскому фронту предстояло разгромить противника, прорвавшего внешний оборонительный обвод в стыке 62-й и 21-й армий, восстановить здесь прежнее положение, а затем надёжно прикрыть город с северо-запада и запада. В дальнейшем войска фронта должны были подготовить контрудар в направлении на Морозовск.
Юго-Восточный фронт должен был приостановить дальнейшее продвижение противника на южном участке внешнего оборонительного обвода, всеми средствами воспрепятствовать противнику в прорыве здесь обороны. В дальнейшем войскам фронта предстояло нанести удар в направлении ст. Жутов, г. Котельниково, с тем чтобы отбросить противника на р. Сал.
Главные силы немецкой 4-й танковой армии, обойдя советскую оперативную группу войск с востока, уже 5 августа вышли в районе Абганерово — Плодовитое к южному фасу внешнего оборонительного обвода. Оперативной группе пришлось отойти на рубеж реки Аксай-Есауловский. С этого дня начались ожесточённые бои на южных подступах к Сталинграду.
Северо-Кавказский фронт. 5 августа генерал Клейст ввёл в разрыв между 12-й и 37-й советскими армиями 13-ю танковую дивизию и дивизию СС «Викинг». 37-я армия, прикрываясь арьергардами, отступала в юго-восточном направлении. 5 августа советские войска оставили город Ворошиловск (Ставрополь). После захвата Ворошиловска танковый корпус фон Швеппенбурга развил активные действия на рубеже Невинномысск — Минеральные Воды — Георгиевск.
12-я армия с боями отходила за реку Кубань в сторону Армавира и к исходу 5 августа переправилась на левый берег. К этому времени армия потеряла связь со штабом Донской группы и распоряжением командующего фронтом была включена в состав Приморской группы войск. На этом закончилась оборонительная операция Донской оперативной группы, от которой остались лишь разрозненные и деморализованные подразделения генерала Козлова.
Гитлеровцам не удалось окружить и уничтожить советские войска между Доном и Кубанью. Обнаружив, что части Северо-Кавказского фронта отходят за реку Кубань, вражеское командование 5 августа повернуло основные силы 1-й танковой армии (две танковые, три моторизованные и одна легкопехотная дивизии) на юго-запад, рассчитывая ударом на Армавир—Майкоп—Туапсе отрезать советским войскам пути отхода и во взаимодействии с 17-й армией и частью сил 11-й армии уничтожить их в районе Новороссийск—Краснодар—Туапсе. Для действий на грозненском направлении противник оставил 52-й армейский и 40-й танковый корпуса.
Гальдер Франц. 

Общие потери в ходе кампании на Востоке с 22.6. 1941 года по 31.7 1942 года составляют (без больных) 1 428 788 человек.
Группа армий «А». Сопротивление перед фронтом группы Руоффа ослабевает, он продвигается вперёд. Клейст очень быстрыми темпами углубляется на юго-восток. Плацдарм на Кубани.
Группа армий «Б». Войска Гота продвигаются вперёд, несмотря на введённые противником свежие силы. Паулюс докладывает о серьёзных контрударах противника против 14-го армейского корпуса с юга. Ещё более серьёзные атаки противник ведёт против северного участка 14-го и 8-го армейских корпусов. На прочих участках бои местного значения.
Группа армий «Центр». Наступление противника на восточном участке фронта 9-й армии привело к широкому и глубокому прорыву. Принимаются контрмеры. Атаки противника против северного участка фронта 9-й армии в целом отражены.
Совинформбюро.

В течение 5 августа наши войска вели ожесточённые бои в районах Клетская, Котельниково, южнее Белая Глина и южнее Кущевская.

## 6 августа 1942 года. 411-й день войны
Западный фронт. Директива Жукова предписывала 31-й и 20-й армиям возобновить операцию с утра 6 августа и к исходу 8 августа выйти в своих полосах на железную дорогу Ржев — Вязьма. Фронтовой подвижной группе приказывалось продолжать наступление в направлении Сычёвки. 6-й танковый корпус, выдвинувший к тому времени свои главные силы в район Зеновское, Засухино, Старое, должен был, не задерживаясь, выступить на Копылово. Оттуда ему предстояло нанести удар в направлении населённого пункта Малое Кропотово и овладеть районом Кривцово, Мостищи, Березовка, Кузьмино, расположенным на меридиане Ржева. Корпус генерала Соломатина получил задачу наступать от Каськова, Покрова, Ровное на Козлово, Хлепень и в дальнейшем выйти к Сычевке. Разгромить противника юго-восточнее этого населённого пункта надлежало кавкорпусу генерала Крюкова, который выдвигался левее, из района Праслово, Красный Пахарь, Семёновское, Кондраково.
Соединения подвижной группы фронта по-прежнему двигались очень медленно. Дождь лил не переставая. Только во второй половине дня 6 августа корпус Гетмана вступил в бой с сильно поредевшими частями 161-й пехотной дивизии, противостоявшей левому флангу 31-й и правому флангу 20-й армий. Одним из первых атаковал противника передовой отряд 200-й танковой бригады. Действуя совместно с пехотой, он после ожесточённого боя ворвался в Буконтово и вышел на восточный берег реки Вазуза. Вслед за тем части 8-го танкового корпуса овладели населённым пунктом Козлово. Ещё южнее главные силы 251-й стрелковой дивизии и танкисты Соломатина очистили Луковники и Карамзино от противника и продолжали наступать в направлении Печоры. Левофланговая 88-я дивизия 31-й армии при поддержке 200-й танковой бригады освободила Кошелево.
Оборона противника на этом участке была прорвана на рубеже Кошелево, Карамзино. К 20-часам основные силы фронтовой подвижной группы вышли к Вазузе. В тот же день на западный берег переправились 6-я мотострелковая и 200-я танковая бригады корпуса Гетмана и с ходу повели наступление в направлении Гредякино, Щеколдино, Кортнево. Но едва продвинувшись на 2-3 км, они столкнулись с подошедшими резервами противника. С наступлением темноты бой прекратился, советским частям удалось удержать небольшой плацдарм на западном берегу Вазузы. 31-я танковая бригада 8-го корпуса ночью также прорвалась к реке и захватила переправу в районе Хлепени. ([3] стр. 328)
Юго-Восточный фронт. Главные силы 48-го танкового корпуса 4-й танковой армии Гота 6 августа сосредоточились у р. Аксай и начали атаки левого фланга 64-й армии между Абганерово и Тингута. Враг действовал здесь частями 97-й пехотной, 29-й моторизованной, 14-й и 24-й танковых дивизий при поддержке крупных сил авиации. Осуществив прорыв левого фланга 64-й армии, немцы достигли внешнего оборонительного обвода на участке Абганерово, Плодовитое.
К исходу 6 августа немецкая мотопехота с 70 танками подошла к станции Тингута. Командующий Юго-Восточным фронтом спешно перебросил на это направление свои резервы: танковый корпус, танковую бригаду и стрелковую дивизию. В районе Красноармейска на Волге была сосредоточена Волжская военная флотилия, которая получила приказ не допустить переправу немецких частей через реку. Первая бригада речных кораблей под командованием контр-адмирала С. М. Воробьёва была передана в оперативное подчинение командующего 64-й армией, а вторая бригада — под командованием контр-адмирала Т. А. Новикова — в оперативное подчинение командующего 57-й армией. Принятые командованием Юго-Восточного фронта меры позволили нашим войскам не только остановить дальнейшее продвижение врага, но и перейти к активным действиям.(стр. 432)
Северо-Кавказский фронт. Началась Армавиро-Майкопская оборонительная операция войск Северо-Кавказского фронта (12, 18, 56-я армии, 1-й отд. ск, 17-й кк, 5-я ВА), продолжавшаяся до 17 августа. Части 1-й танковой армии Клейста развернули наступление в направлении Майкопа в полосе от Армавира до Кропоткина. Преодолев сопротивление 1-го отдельного стрелкового корпуса, они форсировали Кубань и захватили Армавир. 17-я немецкая армия, наступавшая на краснодарском направлении, в этот день вышла к реке Челбас. Чтобы предотвратить прорыв врага к Туапсе, командующий фронтом организовал оборону майкопско-туапсинского направления силами 12-й и 18-й армий. Кроме того, на это направление отошёл и 17-й казачий кавалерийский корпус. На усиление 18-й армии из состава 47-й армии, оборонявшей Таманский полуостров и Черноморское побережье, была передана 32-я гвардейская стрелковая дивизия. ([4] стр. 459)
Гальдер Франц. 

Группа армий «А». Противник откатывается в направлении Кавказа перед наступающими войсками Руоффа. Нам достаются многочисленные неразрушенные мосты. В излучине Кубани противник все ещё оказывает сопротивление. Однако Клейст уже наступает на Майкоп, прорвавшись южнее излучины в западном направлении.
Группа армий «Б». Гот ведёт тяжёлые бои, продвигаясь вдоль дороги южнее Сталинграда. У Паулюса на северном участке тяжёлые оборонительные бои. Венгры снова пропускают русских через Дон!
Группа армий «Центр». Противник перед северным флангом 2-й танковой армии, по-видимому, начинает отход. Очень трудное положение у 9-й армии на восточном участке, где противник прорвался почти до Зубцова и лишь с трудом задерживается нашими войсками на подходе к Сычевке. Атаки противника у Ржева снова отбиты. У 9-й армии на западном участке и у Демидова непродолжительные, но кровопролитные бои.
Группа армий «Север». Снова бои местного значения в районе Киришей и под Ленинградом.
Совинформбюро.

В течение 6 августа наши войска вели ожесточённые бои в районах Клетская, Котельниково, южнее Белая Глина и южнее Кущевская.

## 7 августа 1942 года. 412-й день войны
Западный фронт. 7 августа (пятница) на подступах к Вазузе развернулось встречное сражение между советскими танковыми корпусами и 1-й и 5-й танковыми дивизиями. В результате 2-дневных ожесточённых боёв 6-й танковый корпус и взаимодействовавшие с ним подразделения стрелковых дивизий не только отразили все контратаки врага, но и расширили плацдарм. Противник был выбит из Кортнево, расположенного на берегу Осуги, и из находящихся в междуречье населённых пунктов Васильки, Логово.
7 августа в наступление перешли войска 5-й армии под командованием генерал-лейтенанта И. И. Федюнинского — 3-я гвардейская мотострелковая, 42-я гвардейская стрелковая, 19-я, 28-я стрелковые дивизии, 28-я, 35-я и 49-я стрелковые, 120-я, 161-я, 154-я танковые бригады. Задача армии состояла в прорыве обороны противника южнее Карманово и развитии успеха в Северо-Западном направлении — на Сычевку. Однако прорвать оборону 342-й и 35-й немецких пехотных дивизий не удалось ни в этот, ни на следующий день.
Юго-Восточный фронт. С утра 7 августа возобновили наступление войска 6-й немецкой армии под командованием Паулюса, усиленные подошедшими 17-м и 11-м армейскими корпусами. Нанося удары с севера и юга по флангам 62-й армии, оборонявшейся западнее Сталинграда, противник стремился окружить и уничтожить её войска, полностью овладеть правым берегом Дона и затем, форсировав реку, прорваться к городу.
7-8 августа части 48-го танкового корпуса 4-й танковой армии Гота заняли разъезд 74-й км и продвинулись к станции Тингута. Врагу удалось пробить оборону советских войск на одном участке южного сектора внешнего Сталинградского обвода. Немецко-фашистские войска находились всего в 30 км от Сталинграда. Создавалась прямая угроза прорыва к Сталинграду с юго-запада. Командование фронта перебросило сюда все имевшиеся под рукой силы и средства. Двум дивизиям Гейма, оторвавшимся от своей пехоты, противостояли 29-я, 126-я, 204-я, 426-я и 38-я стрелковые дивизии, 133-я танковая бригада с 43 тяжёлыми КВ. Сюда же прибыло управление 13-го танкового корпуса Танасчишина, принявшее под своё командование 6-ю гвардейскую, 13-ю, 25-ю танковые, 38-ю мотострелковую бригады, в которых насчитывалось 132 танка, в том числе 114 «тридцатьчетверок». ([4] стр. 497)
Войска 64-й армии вели упорные оборонительные бои. Возрастающий натиск врага отражали 126-я и 38-я стрелковые дивизии под командованием полковников В. Е. Сорокина и Г. Б. Сафиуллина, 29-я дивизия полковника А. И. Колобутина, а также другие соединения и части. Когда немецкие войска, совершив прорыв встык 126-й и 38-й дивизий, овладели разъездом 74-км между станциями Абганерово и Тингута, советские дивизии загнули свои фланги, но не отступили. С правого фланга армии в район наступления противника спешно перебрасывались 204-я стрелковая дивизия полковника А. В. Скворцова, три курсантских полка (Краснодарский, 1-й и 3-й Орджоникидзевские), 133-я танковая бригада. Армия была усилена 13-м танковым корпусом под командованием полковника Т. И. Танасчишина, артиллерийскими полками, 254-я танковая бригада, находившаяся за 250 км от фронта, также была брошена к месту боёв своим ходом. Для отражения вражеских атак применялось закапывание в землю танков. Быстро перегруппировав свои войска, командование 64-й армии подготовило контрудар по противнику, который наносили 204-я стрелковая дивизия полковника Скворцова, курсантские полки и части 38-й стрелковой дивизии при поддержке танковых бригад.
Гальдер Франц. 

Группа армий «А». Определённые успехи на фронте. На восточном фланге наши войска глубоко проникли на Кавказ.
Группа армий «Б». Тяжёлые бои у Гота. Наступление с целью окружения у Паулюса закончилось успешно во второй половине дня. По данным, предположительно, уничтожено восемь стрелковых дивизий и 10 танковых бригад. На остальных участках незначительная деятельность противника. Под Воронежем спокойно.
Группа армий «Центр». Кризис в связи с прорывом противника на фронте 9-й армии, кажется, прошёл. Атака на участке 342-й дивизии отражена.
Совинформбюро.

В течение 7 августа наши войска вели ожесточённые бои в районах Плетеная, севернее Котельниково, Армавир и южнее Кущевская.

## 8 августа 1942 года. 413-й день войны
Западный фронт. К исходу 8 августа (суббота) обозначился успех и на участке соседнего 8-го танкового корпуса. Совместно с главными силами 251-й стрелковой дивизии его 93-я танковая и 8-я мотострелковая бригады подошли к восточному берегу Вазузы, прижав противника к реке, а их левофланговые подразделения начали переправляться на западный берег. Ещё левее продвинулись вперёд 31-я и 25-я танковые бригады корпуса Соломатина. Взаимодействуя с частями 331-й стрелковой дивизии полковника П. Д. Берестова, первая из них форсировала Вазузу в районе Хлепени, вторая переправилась через Гжать. В результате советские войска на этом участке достигли рубежа Хлепень, Климово, Попсуева, а несколько южнее продвинулись до Бургово. Преодолел Гжать и 2-й гвардейский кавалерийский корпус, наступавший в полосе 354-й стрелковой дивизии генерал-майора Д. Ф. Алексеева. Продолжая действовать совместно с ней, он в ходе ожесточённых боёв вошёл в населённые пункты Романово, Подъяблонки, Колокольня. При переправе через реку кавалеристы понесли значительные потери, поскольку немецкая авиация непрерывно штурмовала конницу с низких высот. Советской авиации не было видно, хотя только для поддержки 20-й армии выделялось 9 авиадивизий; зенитная артиллерия далеко отстала от передовых частей. Левофланговые соединения 20-й армии, преодолевая упорное сопротивление, продвигались в направлении Карманово. ([3] стр. 332) 40-й танковый корпус фон Швеппенбурга подошёл к северному берегу реки Кума у города Минеральные Воды.
Юго-Восточный фронт. Вечером 8 августа 16-я и 24-я танковые дивизии 6-й немецкой армии под командованием Паулюса, прорвавшиеся с севера и юга, сомкнули «клещи» западнее Калача-на-Дону, окружив 6 дивизий и части усиления 62-й армии. Остатки войска генерала Лопатина откатывались на восток. Их отступление прикрывал 23-й танковый корпус, от которого осталось 20 танков, 30 орудий и миномётов и около 200 стрелков. ([3] стр. 498)
Северо-Кавказский фронт. Оторванность войск, защищавших Грозный и Баку, от штаба фронта, который находился в Тбилиси, вынуждала создать свой штаб руководства. 8 августа по приказу Ставки была создана Северная группа войск Закавказского фронта, командовать которой назначили бериевского выдвиженца генерал-лейтенанта И. И. Масленникова, буквально за две недели до этого оставшегося без армии. В группу вошли 44-я и 9-я армии — всего 9 стрелковых дивизий и 3 гвардейские стрелковые бригады. Резерв командующего группой составляли две стрелковые дивизии, 52-я танковая бригада, 36-й и 42-й дивизионы бронепоездов, гвардейский полк реактивной артиллерии, миномётный полк. Через 3 дня из упразднённой Донской группы в подчинение Масленникова перешла 37-я армия. ([3] стр. 384)
Гальдер Франц. 

Наступление на юге продолжается вполне удовлетворительными темпами. Большая жара (до 55 °C), очень много пыли. Исключительно высокие темпы марша пехотных соединений. Южнее Воронежа венгры бегут с позиций. В остальном на фронте 2-й армии тихо.
Группа армий «Центр». Трудное положение из-за прорыва русских восточное Зубцова. Обстановка все ухудшается. Скоро будет достигнута критическая точка. Наступление противника на 342-ю дивизию также привело к частичным вклинениям. 36-ю моторизованную дивизию нужно отвести назад.
Совинформбюро.

В течение 8 августа наши войска вели ожесточённые бои в районах Клетская, северо-восточнее Котельниково, а также в районах Армавир и Кропоткин.

## 9 августа 1942 года. 414-й день войны
Западный фронт. 9 августа (воскресенье) корпус Гетмана, наступая совместно с частями 88-й стрелковой дивизии 31-й армии, с утра нанёс сильный удар по противнику. Сломить его сопротивление удалось лишь левофланговым частям. Развивая успех, корпус с пехотой в течение всего дня медленно продвигался вперёд, главным образом вдоль Вазузы. К исходу дня они вышли на рубеж Кортнево, Логово, Тростино, Печора, расширив плацдарм на западном берегу реки до 8-9 км по фронту и до 3 км вглубь. Успешно наступал в этот день и 8-й корпус. Танкисты несли большие потери от вражеской авиации. Кавалерийский корпус Крюкова разбил 6-ю пехотную дивизию, но был остановлен в 8 км юго-восточнее Сычёвки частями 1-й танковой дивизии. В районе Карманово 8-й гвардейский стрелковый корпус генерал-майора Ф. Д. Захарова весь день успешно отбивал атаки 46-го танкового корпуса противника. На исходе 9 августа командование Западного фронта приняло решение усилить войска, наступавшие на Кармановском направлении. В частности, на это направление перебрасывался 8-й танковый корпус, передававшийся в подчинение 20-й армии. ([3] стр. 334)
Юго-Восточный фронт. 9 августа Ставка приняла решение, согласно которому Сталинградский фронт подчинялся командующему Юго-Восточного фронта. Генерал Гордов стал заместителем Еременко. Под натиском превосходящих сил части и соединения 62-й армии начиная с 9 августа с боями отходили на левый берег Дона, чтобы занять там оборону. В это время перед фронтом армии действовали четыре пехотные, четыре моторизованные и одна танковая дивизии противника. 9 августа группа Чуйкова при поддержке приданного ей 13-го танкового корпуса попыталась нанести контрудар во фланг корпусу Гейма, но была отбита двумя румынскими пехотными дивизиями.
Северо-Кавказский фронт. 9 августа советские войска оставили город Краснодар.
Гальдер Франц. 

На юге заняты Краснодар и Майкоп. Впечатление, что русские войска южнее Дона разбегаются и пытаются сейчас уйти вместе с скопившимися в северо-западной части Кавказа войсками к побережью. Это впечатление всё усиливается. 4-я танковая армия перешла к обороне под сильным нажимом противника. Местами линию фронта пришлось даже оттянуть назад. Войска 6-й армии суживают котёл западнее Калача-на-Дону путём непрекращающихся ударов. На северо-восточном участке незначительные атаки противника. Обстановка у венгров, особенно под Воронежем, все ещё остаётся неясной. На фронте 2-й армии улучшение оборонительной позиции на северной окраине Воронежа.
Группа армий «Центр». Начало операции «Смерч» из-за непогоды отодвинуто на один день. Перед фронтом 3-й танковой армии множатся признаки того, что противник готовит наступление. Сегодня, несмотря на все попытки, противнику не удалось существенно расширить прорыв на фронте 9-й армии. У Ржева ничего особенного.
Группа армий «Север». В районе Киришей продолжаются изнурительные мелкие стычки.
Совинформбюро.

В течение 9 августа наши войска вели ожесточённые бои в районах Клетская, северо-восточнее Котельниково, а также в районах Армавир и Кропоткин.

## 10 августа 1942 года. 415-й день войны
Западный фронт. 10 августа (понедельник) войска правого крыла Западного фронта по всей полосе наступления подошли к рекам Вазуза и Гжать и освободили южную часть города Зубцова. Однако изменившееся в пользу противника соотношение сил ставило под вопрос успех дальнейшего наступления на Сычевку: в бой были введены практически все наличные войска, подвижные группы потеряли ударную силу, утратил своё действие фактор внезапности. Вместе с тем появление 2-й танковой дивизии немцев в районе Карманово угрожало левому флангу 20-й армии. 8-му танковому корпусу было приказано сосредоточиться 10 августа в районе Подберезки, совместно с частями 8-го гвардейского стрелкового корпуса нанести удар по левому флангу кармановской группировки врага и освободить районный центр Карманово. Таким образом, корпус генерала Соломатина был выведен из состава подвижной группы. В ночь на 10 августа он передал 251-й стрелковой дивизии свой участок боевых действий в районе Игнатово, Голяково и начал выдвигаться на Кармановское направление. Вследствие этого ударная группировка, наступавшая на Сычёвку, была ещё более ослаблена. В её составе остался один танковый корпус, которому по-прежнему ставилась задача: расширить плацдарм, овладев участком Подъяблонки, Чупятино. 331-й и 354-й дивизиям приказывалось закрепиться на достигнутых рубежах. В течение последующих трёх дней боёв войскам так и не удалось выполнить поставленную задачу — противник перешёл к жесткой обороне на заранее подготовленных рубежах. ([3] стр. 335)
Убедившись в бесперспективности контрудара на Погорелое Городище, Модель приказал войскам 9-й армии с 10 августа перейти к обороне.
Юго-Восточный фронт. Остатки 62-й армии генерала Лопатина в районе Калача-на-Дону откатывались на восток. Их отступление прикрывал 23-й танковый корпус, от которого осталось 20 танков, 30 орудий и миномётов и около 200 стрелков. До 10 августа он в составе сводного отряда удерживал правый берег Дона южнее Калача-на-Дону, обеспечивая переправу остатков разбитой 62-й армии. Мелкими группами и поодиночке пробивались к своим окруженцы. Так, командир 33-й гвардейской стрелковой дивизии полковник А. И. Утвенко вывел из окружения 120 человек. Практически вся артиллерия армии досталась немцам.
К 10 августа советские войска отошли на левый берег Дона и заняли оборону на внешнем обводе Сталинграда. Закончилась недолгая карьера 1-й и 4-й танковой армий и первой тысячи танков фронта. То есть 4-я танковая армия ещё фигурировала некоторое время, но «танкового» в ней ничего не осталось, теперь это было чисто общевойсковое объединение, получившее шуточное прозвище «четырёхтанковая». Управления танковых корпусов были выведены в тыл на переформирование и доукомплектование. ([3] стр. 498)
За время боёв с 5 по 10 августа в районе Абганерово войска противника понесли крупные потери и были отброшены с разъезда 74-й км. К исходу 10 августа войска 64-й армии, оттеснив противника, вновь вышли на внешний оборонительный обвод. Контрудар 64-й армии поддержала почти вся 8-я воздушная армия, которая ежедневно производила 400—600 самолёто-вылетов. В помощь сухопутным войскам была привлечена также 102-я истребительная авиационная дивизия ПВО. Лётчики дивизии наносили сильные удары по войскам и технике противника. 4-я немецкая танковая армия из-за значительных потерь вынуждена была перейти к обороне.
Северо-Кавказский фронт. 10 августа Ставка Верховного Главнокомандования указала маршалу Буденному: «В связи с создавшейся обстановкой самым основным и опасным для Северо-Кавказского фронта и Черноморского побережья в данный момент является направление от Майкопа на Туапсе. Выходом противника в район Туапсе 47-я армия и все войска фронта, находящиеся в районе Краснодара, окажутся отрезанными и попадут в плен… ни в коем случае, под вашу личную ответственность, не пропустить противника к Туапсе».
Для этой цели предполагалось использовать силы 18-й армии и 17-го Кубанского корпуса. Одновременно 12-й армии была поставлена задача обеспечить стык 18-й и 56-й армий. 47-я армия перемещалась в район Новороссийска, оставляя Таманский полуостров морской пехоте. Кораблями Черноморского флота из Закавказья перебрасывались 236-я и 32-я гвардейская дивизии с задачей занять дорогу от Майкопа на Туапсе. Между тем противник продолжал наступление двумя ударными группами: силами 16-й моторизованной и 101-й легкопехотной дивизий на Апшеронский, Нефтегорск и силами 13-й танковой, 97-й легкопехотной дивизий и дивизии СС «Викинг» на Кабардинскую, Хадыженскую, пытаясь окружить войска 18-й армии. ([3] стр. 380)
Гальдер Франц. 

На юге, на Кубани, — стабилизация фронта, вызванная необходимостью оттяжки сил к побережью Чёрного моря. Войска Гота временно перешли к обороне. Паулюс сужает свой котел. У венгров ничего не выходит с очисткой западного берега Дона. Они пока прекращают эти попытки и переходят к обороне. На северном участке у Воронежа местные бои. На северном участке фронта 2-й армии в общем спокойно.
Группа армий «Центр». Признаки готовящегося наступления перед фронтом 20-го армейского корпуса. У 9-й армии, несмотря на трудное положение на ряде участков и на очень упорные атаки против участка к северу от Ржева, наблюдается некоторая разрядка обстановки.
Группа армий «Север». Кроме атак в районе Киришей ничего существенного.
Совинформбюро.

В течение 10 августа наши войска вели ожесточённые бои в районах Плетеная, северо-восточнее Котельниково, а также в районах Армавир, Краснодар, Майкоп.

## 11 августа 1942 года. 416-й день войны
Западный фронт. В середине августа немцы начали наступление из района западнее Болхова на Калугу, пытаясь ослабить удар советских войск в районе Ржева. Замысел операции «Смерч» сводился к глубокому прорыву обороны 16-й и 61-й советских армий и развитию в дальнейшем успеха в направлении на Сухиничи, чтобы выйти затем в район западнее Юхнова и поставить этим под угрозу всё левое крыло Западного фронта. Для проведения этой операции привлекалось 11 дивизий, в том числе 9-я и 11-я танковые и 25-я моторизованная, имевшие до 400 боевых машин. Широко использовалась авиация. 11 августа (вторник) соединения 2-й танковой армии внезапным ударом прорвали оборону на стыке 16-й и 61-й армий и вклинились на узком участке на 35-40 км, выйдя к реке Жиздра на участке Восты, Белокамень. Три стрелковые дивизии генерала Белова оказались отрезанными от основных сил. Одновременно другая группировка немецких войск нанесла удар на участке левофланговой 322-й стрелковой дивизии 16-й армии Баграмяна, оборонявшей рубеж по реке Рессета. Немцы стремились выйти к реке Жиздра и сомкнуться со своей основной ударной группировкой, действовавшей против армии Белова. ([3] стр. 344)
Юго-Восточный фронт. Войска 64-й армии к исходу 11 августа снова вышли на внешний оборонительный обвод. Корпус Танасчишина за это время потерял 96 танков, получил 40 машин пополнения и занял оборону в боевых порядках общевойсковых соединений. Танки использовались на переднем крае как неподвижные огневые точки — закопаны в землю по башни и замаскированы. В дальнейшем в связи с ухудшением обстановки в районе Калача-на-Дону 64-я армия вынуждена были отойти за реку Мышкова. ([3] стр. 497)
Северо-Кавказский фронт. 11 августа Ставка советского Верховного Главнокомандования передала войска 37-й армии, отходившие на рубеж реки Малки, в состав Закавказского фронта и расформировала Донскую группу.
Гальдер Франц. 

Группа армий «А». Сопротивление противника усиливается. Наши войска развёртываются для действий на более широком фронте. Группа армий «Б». Ликвидирован котел в полосе 6-й армии. Сейчас группа армий начинает перегруппировку сил 6-й армии для продолжения наступления. Развёртываются войска Гота. Бои местного значения. На фронте 2-й армии сравнительно спокойно. Только на северном участке — атаки при поддержке многочисленных танков. У венгров, которые уклоняются от любого удара противника, обстановка все более безотрадная.
Группа армий «Центр». Операция «Смерч» начата вполне успешно. Перед южным крылом 3-й танковой армии, кажется, готовится наступление противника. Тяжёлые бои на участке вражеского прорыва у 9-й армии в районе Ржева. Войска испытывают большие трудности.
Группа армий «Север». Обычные бои в районе Киришей.
Совинформбюро.

В течение 11 августа наши войска вели ожесточённые бои в районах Клетская, северо-восточнее Котельниково, а также в районах Черкесск, Майкоп и Краснодар.

## 12 августа 1942 года. 417-й день войны
Западный фронт. Генерал Баграмян ввёл в дело армейские резервы, но всё же противнику удалось выйти к Жиздре на участке Гретня, Восты. 322-я дивизия потерпела значительный урон, но окружения избежала, отступив за реку. Выйдя к Жиздре, немцы на протяжении нескольких дней стремились форсировать её и развить успех в направлении Сухиничей. Ценой больших потерь им удалось крупными силами при поддержке танков форсировать реку в районе населённого пункта Глинная, проникнуть на узком участке в лес, что южнее Алёшинки, и выйти на ближайшие подступы к этому населённому пункту. Но здесь германская мотопехота была остановлена мощным огнём крупнокалиберных орудий армейской артиллерийской бригады, а контратаками 146-й танковой бригады и частей 11-й гвардейской стрелковой дивизии отброшена вглубь леса. При попытке возобновить наступление на Алёшинку танковые дивизии противника потерпели тяжёлое поражение от контрудара вовремя подоспевшего из резерва фронта 9-го танкового корпуса генерал-майора А. В. Куркина. Одновременно другая немецкая группировка стремилась прорваться из района Гретня на северо-запад в общем направлении на Сухиничи, но огнём и контратаками наших войск была отброшена в исходное положение. Это стало кульминационным моментом. Войска 16-й армии выстояли и заставили врага прекратить наступление и перейти к обороне. ([3] стр. 344)
Юго-Восточный фронт (Великая Отечественная война). Советские войска оставили г. Элисту. В Сталинград вторично командирован представитель Ставки ВГК, начальник Генерального штаба генерал А. М. Василевский. Войска 62-й армии продолжали вести бои и на западном берегу реки, где противник встал на пути отхода 33-й гвардейской, 181, 147-й и 229-й стрелковых дивизий.
Противник решил нанести одновременно два удара по сходящимся направлениям — с северо-запада и юго-запада от Сталинграда. Северная группировка (6-я армия) должна была захватить плацдармы в малой излучине Дона и наступать в направлении Сталинграда с северо-запада. Южная группировка (4-я танковая армия) наносила удар из района Плодовитое, Абганерово вдоль железной дороги на север, где на пути противника к Сталинграду оборону держали войска 64-й и 57-й армий. Левый фланг 4-й танковой армии немцев обеспечивался двумя румынскими дивизиями. В состав этой армии 12 августа были переданы 24-я танковая и 297-я пехотная дивизии из 6-й армии. Противник также усилил северную группировку за счёт прибывшей на сталинградское направление 8-й итальянской армии. Последняя выдвинулась к Дону на участок от Павловска до устья р. Хопёр, сменив находившиеся здесь дивизии 29-го армейского корпуса.
Северо-Кавказский фронт. Противник продолжал наступление двумя ударными группами: силами 16-й моторизованной и 101-й легкопехотной дивизий на Апшеронский, Нефтегорск и силами 13-й танковой, 97-й легкопехотной дивизий и дивизии СС «Викинг» на Кабардинскую, Хадыженскую, пытаясь окружить войска 18-й армии. 12 августа немцы захватили Белореченскую. Здесь вела тяжёлые бои 383-я стрелковая дивизия генерала Провалова, справа от неё оборонялись 31-я стрелковая и 9-я дивизия НКВД, слева 17-й кавалерийский корпус — 12-я, 13-я, 15-я и 116-я дивизии. Германские части форсировали Лабу восточнее Белореченской на участке кубанцев и прорвались в район Хадыженской.
С 1 по 12 августа Ставка произвела перегруппировку войск Закавказского фронта. Одновременно из резерва Ставки были выделены 2 гвардейских стрелковых корпуса (10-й и 11-й) и в течение августа ещё 11 стрелковых бригад. С советско-турецкой границы и побережья Чёрного моря на рубеж Терек — Урух были переброшены пять стрелковых дивизий, три стрелковые и одна танковая бригада, три артиллерийских полка, бронепоезд и несколько других частей.
От устья Терека до Червлённой оборона поручалась 44-й армии под командованием генерал-майора А. А. Хрящёва (со 2 августа — генерал-майора Петрова). Армия имела в своём составе 6 стрелковых дивизий. От Червлённой до Майского и далее по реку Урух оборона поручалась войскам армейской группы под командованием генерал-лейтенанта В. Н. Курдюмова в составе четырёх стрелковых дивизий и 11-го гвардейского корпуса (вскоре эти войска приняло в своё подчинение управление 9-й армии). Особое внимание обращалось на прикрытие подступов к Грозному, Орджоникидзе, Военно-Грузинской и Военно-Осетинской дорогам.
Оборона Главного Кавказского хребта от Мамисонского перевала до побережья Чёрного моря возлагалась на войска 46-й армии, которой командовал генерал-майор В. Ф. Сергацков. Второй оборонительный рубеж создавался по реке Сулак. Его занимала 116-я стрелковая дивизия. Кроме того, в глубине создавался оборонительный рубеж от Махачкалы до Буйнакска и тыловые рубежи по реке Самур в районе Дербентских ворот. Для обороны крупных административных и промышленных центров формировались оборонительные районы, основу войск в них составляли дивизии НКВД.
45-я армия генерал-лейтенанта Ф. Н. Ремезова и 15-й кавалерийский корпус прикрывали государственную границу с Турцией и коммуникации в Иране. ([3] стр. 380)
Гальдер Франц. 

Группа армий «А». Все усиливающееся сопротивление противника на северных склонах Кавказа (у Краснодара и в других местах). Группа армий «Б». Перегруппировка для возобновления наступления проходит без существенных помех со стороны противника. Перед фронтом Гота противник усиливается. По данным разведки, следует ожидать, что противник будет стремиться удержать восточную часть Кавказа, Астрахань и Сталинград. В районе Воронежа и на северном участке фронта группы армий отражены усиленные атаки противника.
Группа армий «Центр». Для успеха операции «Смерч» нужно преодолеть первые трудности и расчистить путь для 9-й и 11-й танковых дивизий. Силы противника на этом участке были, по-видимому, такими же, как раньше, просто он находился в стадии перегруппировки. Сведения агентуры говорят о создании в районе Тулы крупной танковой группировки, которая предназначена для действий в районе Мценска и Орла. Перед 20-м армейским корпусом на фронте 3-й танковой армии противник, по-видимому, готов перейти в наступление.
Обстановка на участке большого прорыва по-прежнему напряжённая. Ясно вырисовывается намерение противника сбить обе главные опоры нашего наступления на восток. Весьма отрадно, что противник ослабил своё давление в направлении дороги Ржев — Сычёвка.
Группа армий «Север». Продолжаются атаки против коридора.
Совинформбюро.

В течение 12 августа наши войска вели бои в районах Клетская, северо-восточнее Котельниково, а также в районах Черкесск, Майкоп и Краснодар.

## 13 августа 1942 года. 418-й день войны
13 августа (четверг), когда стало окончательно ясно, что в 1942 году второго фронта в Европе не будет, Сталин вручил британскому премьеру весьма жесткий меморандум, в котором обвинил правительство Великобритании в том, что оно нанесло «моральный удар всей советской общественности» и разрушило планы советского командования, построенные из расчёта на «создание на Западе серьёзной базы сопротивления немецко-фашистским силам и облегчения таким образом положения советских войск». Далее утверждалось, что именно сейчас сложились наиболее благоприятные условия для высадки союзников на континент, поскольку Красная Армия отвлекла на себя все лучшие силы вермахта. Верховный прямо признал — Советский Союз стоит на грани поражения, что приведёт в первую очередь к ухудшению положения Великобритании. ([3] стр. 427)
Западный фронт. Перешла в наступление 33-я армия генерал-лейтенанта М. С. Хозина.
13 августа немцы нанесли внезапный удар со стороны Вишняково, Холм по позициям 88-й стрелковой дивизии. В результате её части вынуждены были оставить Сады и Васильки. Дивизия закрепилась на участке восточнее Плющево, Пищалино, Лучково, Логово. При этом 6-му корпусу было приказано принять от неё участок, тянувшийся от последнего населённого пункта на юго-восток к Вазузе, и ударом в Западном направлении вернуть вновь захваченную противником деревню Сады. ([3] стр. 337)
Юго-Восточный фронт. 13 августа Ставка возложила командование Сталинградским и Юго-Восточным фронтами на генерал-полковника А. И. Еременко. Его заместителями были назначены: по Сталинградскому фронту — генерал-лейтенант В. Н. Гордов, по Юго-Восточному фронту — генерал-лейтенант Ф. И. Голиков. 33-я гвардейская, 81-я, 147-я и 229-я стрелковые дивизии 62-й армии вели бои в окружении, пробиваясь к переправам через Дон.
13 августа две пехотные дивизии 6-й армии (корпус Штрекера) повели наступление на правом фланге 4-й танковой армии Крюченкина, состоявшей теперь из шести стрелковых дивизий (343, 192, 205, 18, 321, 184-й), в направлении на Перекопку. Оборонявшаяся здесь 321-я стрелковая дивизия, не выдержав натиска противника, начала отходить на северо-восток. Для усиления обороны на этом участке генерал Крюченкин в тот же день перебросил с центрального участка армейской полосы истребительную бригаду и противотанковый артполк. Командующий фронтом, в свою очередь, передал в распоряжение командующего 4-й танковой армии 193-ю танковую бригаду, 2 отдельных танковых батальона, 22-ю истребительно-противотанковую артбригаду, 2 артполка и гвардейский миномётный полк. В ходе 2-дневных боёв немцы были остановлены, но в боевые действия в полосе 321-й дивизии втянута немалая часть резервов армии и фронта. ([3] стр. 504)
Гальдер Франц. 

На юге никаких существенных изменений, лишь местные успехи. Становится очевидным намерение противника удерживать Северный Кавказ и создать для обороны Южного Кавказа группу на Тереке и к югу от него. У Воронежа и северо-западнее жестокие, но успешно ведущиеся бои по отражению атак противника.
Операция «Смерч» медленно развивается, но сопротивление противника ещё не сломлено. Все ещё есть вероятность, что противник нанесёт удар в районе Мценска; такая же возможность есть у него и в районе Юхнова. На фронте 3-й танковой армии, как и ожидалось, сегодня началось вражеское наступление. Достигнуто небольшое вклинение! На участке большого прорыва обстановка несколько разрядилась, но по-прежнему существует опасность повторных острых кризисов. Наши потери, особенно в танках, весьма ощутимы.

Отбиты очередные атаки против коридора на фронте группы армий «Север». Успешно ведутся оборонительные бои в районе Киришей.
Совинформбюро.

В течение 13 августа наши войска вели бои в районах Клетская, северо-восточнее Котельниково, а также в районах Минеральные Воды, Черкесск, Майкоп и Краснодар.

## 14 августа 1942 года. 419-й день войны
14 августа (пятница) Черчилль ответил на меморандум известной «Памятной запиской», в которой указывал: «…нападение шести или восьми англо-американских дивизий на полуостров Шербур и на острова Канала было бы рискованной и бесплодной операцией. Немцы располагают на Западе достаточным количеством войск… По мнению всех британских военно-морских, военных и воздушных органов, операция могла бы окончиться лишь катастрофой». ([3] стр. 427)
Юго-Восточный фронт. После жестоких боёв, продолжавшихся с 7 по 14 августа, войска 62-й армии отошли на левый берег реки и закрепились на внешнем оборонительном обводе на участке от Вертячего до Ляпичева. В оперативной сводке № 90 штаба 62-й армии к 18 час. 00 мин. 14 августа говорилось: «Новых сведений о положении 33 гв., 181, 147, 229-й сд не поступило. Отдельные мелкие группы переправлялись на восточный берег р. Дон в полосе 131-й и 112-й сд». [5]
Гальдер Франц.

Группа армий «А». Неплохие успехи, несмотря на упорное сопротивление вражеских арьергардов.
Группа армий «Б». Подготовка к продолжению наступления. У Воронежа и северо-западнее успешно отражено наступление противника при участии нескольких сот танков.
Группа армий «Центр». Очень напряжённая обстановка. Операция «Смерч» развивается довольно успешно, но войска лишь с трудом преодолевают упорное сопротивление противника и очень труднопроходимую и подготовленную в инженерном отношении местность.
На фронте 3-й танковой армии противник добился глубокого и широкого прорыва. В полосе 9-й армии противник переносит основные усилия на участок прорыва и в район Ржева. Здесь отводятся назад 14-я моторизованная и 256-я пехотная дивизии.
Совинформбюро.

В течение 14 августа наши войска вели бои в районах Клетская, северо-восточнее Котельниково, а также в районах Минеральные Воды, Черкесск, Майкоп и Краснодар.

## 15 августа 1942 года. 420-й день войны
Юго-Восточный фронт. Утром 15 августа (суббота) после двухчасовой артиллерийской и авиационной подготовки Паулюс нанёс одновременно два удара по войскам Крюченкина: главный — на Сироткинскую, вспомогательный — на Трёхостровскую. За первый день немцам удалось продвинуться на 12-20 км. Их танки прорвались к командному пункту 4-й танковой армии; с этого момента штаб Крюченкина уже ничем не управлял. В полном окружении оказались 192, 205 и 184-я стрелковые дивизии. В трёх других осталось по 700—800 бойцов. Разбив советские войска в малой излучине, немцы форсировали Дон и овладели плацдармом на левом берегу в районе Песковатки, Вертячего.
Оценив обстановку, командующий фронтом решил нанести контрудар прибывающей 1-й гвардейской армией, которой командовал генерал Москаленко. Новая армия имела в своём составе 5 гвардейских стрелковых дивизий, которые формировались на основе воздушно-десантных корпусов. Их личный состав подбирался из настоящих бойцов, прошедших хорошую подготовку, поэтому звание «гвардейцев» им было присвоено авансом. Однако бывшие парашютисты в большинстве не имели боевого опыта, а сама армия только-только выгрузилась, сосредоточение не закончила и из-за неэффективной работы тыловых учреждений не могла получить у штаба фронта боеприпасов и прочего снабжения. На подготовку отводилась одна ночь, ибо «суровая, грозная обстановка на подступах к Сталинграду вынуждала командующего фронтом использовать все имеющиеся силы». ([3] стр. 505)
Северо-Кавказский фронт. В первых числах августа немецкий 49-й горный корпус Конрада из района Невинномысска и Черкесска начал движение к перевалам. В горы шли хорошо обученные, полностью укомплектованные, обеспеченные специальным альпинистским снаряжением соединения. Путь на перевалы от Санчаро до Эльбруса был, по существу, открытым. Разделившись на 4 группы, альпийские стрелки 1-й и 4-й горнопехотных дивизий устремились по долине реки Большая Лаба в направлении перевалов Санчаро и Псеашхо, по долинам рек Марух и Большой Зеленчук — к перевалам Наурский и Марух, а по долине реки Теберда — на перевал Ютухорский и Домбай. Ещё одна группа «эдельвейсов», составленная из опытных альпинистов, направлялась по долине реки Кубань к перевалам Нахар, Гондарай, Морды на Главном Кавказском хребте и далее к Хотю-Тау. Этот путь вёл к Эльбрусу и в тыл советских частей, отходивших вверх по Баксанскому ущелью. Перевалы Хотю-Тау, Чипер-Азау в этом горном узле никем не охранялись, на самом Эльбрусе находились лишь четыре сотрудника метеорологической станции. На Белореченском направлении действовали части 97-й легкопехотной дивизии.
По ущельям в сторону хребта отходили разрозненные советские подразделения, отрезанные в предгорьях от основных сил. Эти части оказывали сопротивление на наиболее выгодных для обороны участках наседавшим егерям. Немцы 15-го числа захватили Клухорский перевал, который должен был оборонять один батальон 815-го полка 394-й стрелковой дивизии. Фактически на перевале находилась лишь рота, легко сброшенная «эдельвейсами», две другие роты располагались на южных склонах, а ближайшие подкрепления — в Сухуми, в 110 км от перевала (из них 80 км горными тропами). Штабу 46-й армии генерала Сергацкова об этом стало известно только 17 августа.
Подобная обстановка сложилась и на других направлениях, где немцы либо упредили советские части в занятии перевалов, либо сбили прикрывавшие их мелкие подразделения. На Клухорском и Санчарском направлениях, пользуясь полной внезапностью, они в короткий срок продвинулись на 10-25 км по южным склонам, создав угрозу Сухуми и коммуникациям вдоль Черноморского побережья. ([3] стр. 423)
Гальдер Франц. 

Войска группы армий «А» продвигаются вперёд вполне удовлетворительными темпами. В группе армий «Б» войска Паулюса добились больших успехов в наступлении. У Воронежа успешные оборонительные бои.
Группа армий «Центр». Операция «Смерч» развивается медленно и с трудом. Прорыв противника на фронте 3-й танковой армии вынуждает к частичному оттягиванию назад линии фронта. Войска 9-й армии ведут вполне успешно оборонительные бои. Улучшение обстановки благодаря перегруппировке противника. Трудности возникнут, по-видимому, в районе Ржева и к востоку от него.
Группа армий «Север». Противник, по-видимому, продолжает подтягивать силы в направлении Старой Руссы. Успешные оборонительные бои в районе Киришей.

ОКХ принят приказ о создании легиона «Идель-Урал» — подразделения вермахта, состоявшего из представителей поволжских народов СССР.
Совинформбюро.

В течение 15 августа наши войска вели бои в районах юго-восточнее Клетская, северо-восточнее Котельниково, а также в районах Минеральные Воды, Черкесск, Майкоп и Краснодар.

## 16 августа 1942 года. 421-й день войны
Юго-Восточный фронт. 16 августа (воскресенье) 1-я гвардейская армия вступила в сражение тремя своими дивизиями. На некоторое время фронт здесь был стабилизирован. 4-я танковая армия, получив две свежие гвардейские дивизии, заняла оборону по восточному берегу Дона от Вертячего до устья реки Иловля.
Гальдер Франц. 

Потери с 22.6.1941 года по 10.8.1942 года на Востоке (не считая больных) 1 472 765 человек.
Обстановка южнее Дона в предгорьях Кавказа медленное, но безостановочное продвижение вперёд при упорном сопротивлении вражеских арьергардов. Противник отходит через отроги Северного Кавказа к Чёрному морю. Следует ожидать сопротивления под Орджоникидзе. Противник подбрасывает свежие силы от Баку на Махачкалу. Под Сталинградом успешно продолжается наступление войск Паулюса. В районе Воронежа и севернее в общем спокойно. Отражаются местные атаки.
Группа армий «Центр». На фронте 2-й танковой армии весьма незначительное продвижение вперёд с большими потерями. 3-я танковая армия в затруднительном положении из-за прорыва противника. Угроза оперативного прорыва незначительна. 9-я армия также в трудном положении (Ржев).
Группа армий «Север». Атаки противника на фронте 16-й армии не ослабевают. У 18-й армии относительно спокойно…
Совинформбюро.

В течение 16 августа наши войска вели бои в районах юго-восточнее Клетская, северо-восточнее Котельниково, а также в районах Минеральные Воды и Краснодар.

Наши войска оставили город Майкоп. Оборудование майкопских нефтепромыслов и все наличные запасы нефти своевременно вывезены, а сами нефтепромыслы приведены в полную негодность. Немецкие фашисты, рассчитывавшие со взятием Майкопа поживиться за счёт советской нефти, просчитались: советской нефти они не получили и не получат.

## 17 августа 1942 года. 422-й день войны
Воронежский фронт. В период с 6 по 17 августа (понедельник) 6-я армия Воронежского фронта провела наступательную операцию против 2-й венгерской армии. Советские войска форсировали Дон южнее Воронежа и захватили плацдармы на его западном берегу севернее Коротояка (20 километров западнее Лиски). Командование группы армий «Б» вынуждено было в связи с этим задержать под Воронежем три пехотные и две танковые дивизии, предназначавшиеся для наступления на Сталинград. ([4] стр. 475)
Юго-Восточный фронт. Ослабленная в предшествующих боях, 4-я танковая армия своим левым флангом 17 августа отошла за Дон, заняв оборону по внешнему обводу от устья р. Иловля до Вертячего, а частью сил (правофланговыми соединениями) — на северо-восток. На рубеже Кременская—Сиротинская—устье р. Иловля оборону занимали дивизии 1-й гвардейской армии, прибывшей из резерва. Маршал К. С. Москаленко пишет, что вначале выгрузились 39-я и 40-я гвардейские дивизии под командованием генерал-майоров С. С. Гурьева и А. И. Пастревича. Затем стали прибывать 37-я и 38-я гвардейские стрелковые дивизии. Все они ещё не успели закончить формирование, но должны были сразу же вступить в бои. 41-я гвардейская дивизия была на марше. Командующий фронтом перед 1-й гвардейской армией поставил боевую задачу — удержать плацдарм в малой излучине Дона. На правобережный плацдарм переправилась 38-я гвардейская стрелковая дивизия под командованием полковника А. А. Онуфриева и с ходу включилась в бои. В полосе 1-й гвардейской армии противник не смог форсировать Дон. В итоге напряжённых боёв на дальних подступах к Сталинграду с 17 июля по 17 августа 6-я немецкая армия оттеснила советские войска на левый берег Дона, сначала на участке от Вертячего до Ляпичева, а затем в районе Трёхостровская. [5]
После упорных боёв немецко-фашистские войска форсировали Дон в районе хутора Вертячий и захватили плацдарм на левом берегу Дона западнее Сталинграда. Идут ожесточённые бои на участке Абганерово.
Северо-Кавказский фронт. Завершилась Армавиро-Майкопская операция. Войска Северо-Кавказского фронта остановили наступление 1-й танковой и 17-й полевой немецких армий. Противник продвинулся на 100—120 км. После отхода к предгорьям войска маршала Буденного силами 18, 12 и 56-й армий к 17 августа закрепились на рубеже Хамышки, Самурская, Нефтегорск, Кабардинская, Дубинин, Ставропольская, Азовская. 47-я армия отошла к Новороссийску на рубеж Шапсугская, Крымская, Троицкая, Славянская, Петровская. Между 47-й и соседней с ней 56-й армией к этому времени образовался разрыв от Абинской до Азовской протяжённостью около 40 км, который не был прикрыт войсками.
Стремясь объединить усилия войск и флота для обороны Новороссийска и Таманского полуострова, командующий фронтом 17 августа создал Новороссийский оборонительный район (НОР), в который вошли войска 47-й армии (две стрелковые дивизии и две бригады), 216-й стрелковой дивизии из состава 56-й армии, Азовская военная флотилия, Темрюкская, Керченская, Новороссийская военно-морские базы и сводная авиационная группа. Командование НОР поручалось генерал-майору Г. П. Котову. Его заместителем по морской части был назначен командующий Азовской флотилией контр-адмирал С. Г. Горшков. Им была поставлена задача не допустить прорыва противника к Новороссийску как с суши, так и с моря. Оборону с суши должна была осуществлять 47-я армия совместно с морской пехотой. Защита базы с моря возлагалась на береговую артиллерию, корабли военно-морской базы и авиацию флота. ([3] стр. 395)
Баренцево море.
Немецкая подводная лодка U-209 разгромила караван безоружных судов в районе острова Матвеев. Из 328 человек, находившихся на судах уничтоженного каравана, 305 утонули, либо погибли в ходе артиллерийского обстрела. в том числе и 14 членов экипажа буксирного парохода «Комсомолец» и баржи П-4.
Гальдер Франц. 

Кавказ. Медленное продвижение на западе, выход к горному хребту в центре, стабилизация фронта на востоке.
Сталинград. Наступающие войска Гота и Паулюса хорошо продвигаются вперёд. Недавно они усилены хорошими соединениями.
Зальмут (командующий 2-й армией). Только атаки местного значения. Предположительно, противник готовится снова перейти в наступление западнее и южнее Воронежа. Шмидт (командующий 2-й танковой армией). Наступление застопорилось, однако оно сковывает значительные и весьма боеспособные силы противника. Рейнгардт (командующий 3-й танковой армией). Главная опасность устранена. Следует ожидать возобновления наступления. Плохая погода! Модель (командующий 9-й армией). Спокойный день. Противник, кажется, устал, наступает на различных участках разрозненно действующими группами. Подтягивает силы, снимая их с участков поблизости.
Совинформбюро.

В течение 17 августа наши войска вели бои в районах юго-восточнее Клетская, северо-восточнее Котельниково, а также в районах Минеральные Воды и Краснодар.

## 18 августа 1942 года. 423-й день войны
Западный фронт. К исходу 18 августа (вторник) 6-й танковый корпус и части 251-й стрелковой дивизии в районе Ржева потеснили противника на обоих направлениях, форсировали Осугу на ряде участков и вели бои на рубеже Лучково — Сады — Зеваловка — Печора. ([3] стр. 337)
Упорной обороной войск 16-й армии и контрударами 3, 9 и 10-го танковых корпусов и стрелковых соединений наступление противника в ходе операции «Смерч» к 18 августа было остановлено. Немцы потеряли до 10 тыс. человек убитыми и свыше 200 танков и отказались от дальнейших планов наступления. ([3] стр. 346)
Юго-Восточный фронт. Пытаясь расширить плацдарм на левом берегу реки Дон, гитлеровское командование сосредоточило крупные силы в районе Вертячий — Песковатка. Натиск гитлеровских войск, рвущихся к Волге, сдерживали 4-я танковая и 62-я армии.
Северо-Кавказский фронт. Клейст перебросил под Моздок две дивизии 40-го танкового корпуса: из района Армавира 13-ю танковую дивизию генерал-майора Герра, из района Нальчика — 3-ю танковую дивизию генерал-майора Брайта. На Моздокское направление выдвигались также 111-я пехотная дивизия генерал-майора Рюкнагеля и 370-я пехотная дивизия под командованием генерал-майора Клеппа, входившие в состав 52-го армейского корпуса. На Нальчикском направлении оставались 23-я танковая генерала фон Маккаи 2-я румынская горнострелковая дивизии. Итого: немцы собирались завоевать нефтеносные районы Грозного и Баку, имея всего 6 дивизий и 340 танков. 18 августа советские передовые отряды вступили в бой с частями 52-го армейского корпуса. ([3] стр. 385)
18 августа начались бои на перевалах. Соединения 49-го немецкого горнострелкового корпуса, наступавшие из района Черкесска, оттеснили части 3-го стрелкового корпуса 46-й армии, захватили перевалы Клухорский, Санчаро, Марухский и некоторые другие и начали выдвигаться к южным склонам Главного Кавказского хребта. Создалась угроза прорыва врага к Чёрному морю. Противнику удалось захватить перевалы потому, что их оборона была организована неудовлетворительно. Командование и штаб Закавказского фронта считали, что перевалы недоступны для противника, и поэтому не уделили необходимого внимания их укреплению. «Некоторые из нас, — вспоминает бывший командующий Закавказским фронтом И. В. Тюленев, — считали главной задачей войск фронта — оборону Черноморского побережья, где и были развёрнуты основные силы 46-й армии». ([4] стр. 461)
Гальдер Франц. 

На юге включая Кавказ и Сталинград медленное продвижение вперёд при растущем сопротивлении противника. На Дону и под Воронежем спокойно. Группа армий «Центр». Наступление по плану «Смерч» все ещё не может набрать нужный темп. Очень сильное сопротивление и труднопроходимая местность. Атаки противника на фронте 3-й танковой и 9-й армий временно несколько ослабли. 

Группа армий «Север». Принято решение не проводить операцию «Шлингенпфланце» («Вьюн»). На фронте 16-й и 18-й армий по-прежнему атаки местного значения.
Совинформбюро.

ИТОГИ ТРЁХМЕСЯЧНЫХ БОЁВ НА СОВЕТСКО-ГЕРМАНСКОМ ФРОНТЕ (с 15 мая по 15 августа).
Красная Армия вела и ведёт ныне в районе Воронежа, в излучине Дона и на Юге непрерывные кровопролитные бои против наступающих немецко-фашистских войск. Эти бои носят крайне ожесточённый характер… Немецко-фашистские оккупанты захватили в районе Дона и на Кубани большую территорию и важные в промышленном отношении города — Ворошиловград, Новочеркасск, Шахты, Ростов, Армавир, Майкоп. Хотя большая часть населения занятых немцами районов была эвакуирована, хлеб и оборудование заводов вывезены, а частично уничтожены при отходе, Советский Союз понёс за это время значительные материальные потери…
За истекшие месяцы ожесточённых боёв на советско-германском фронте Красная Армия в упорных боях нанесла немецким, итальянским, румынским и венгерским захватническим войскам огромный урон в людях и боевой технике. За три месяца активных боевых действий летом этого года, с 15 мая по 15 августа, немцы потеряли 1 250 000 солдат и офицеров, из них убитыми не менее 480 000. Они потеряли кроме того 3390 танков, до 4000 орудий всех калибров и не менее 4000 самолётов.
Потери советских войск с 15 мая по 16 августа составляют: убитыми, ранеными и пропавшими без вести 606 000 человек, 2240 танков, 3162 орудия всех калибров, 2198 самолётов… Набивши руку на фальшивках, гитлеровцы жонглируют головокружительными лживыми цифрами. Так, 12 августа с. г. немцы опубликовали сообщение об итогах весенне-летних боёв этого года. Гитлеровцы утверждают, что немецкие войска за этот период якобы взяли 1044241 пленного, захватили или уничтожили 10 131 орудие, 6271 танк и 6056 самолётов! Опубликованные Совинформбюро фактические данные о потерях Красной Армии начисто отметают лживые сообщения гитлеровцев…

В течение 18 августа наши войска вели бои с противником в районах юго-восточнее Клетская, северо-восточнее Котельниково, а также в районах Пятигорск и Краснодар.

## 19 августа 1942 года. 424-й день войны
Ленинградский фронт. Волховский фронт. Началась Синявинская наступательная операция войск Ленинградского (Невская операт. группа, 55-я армия) и Волховского (8-я и 2-я Ударная армии) фронтов при содействии сил Балтийского флота и Ладожской военной флотилии, продолжавшаяся до 10 октября. 55-я армия перешла в наступление на Тосно (см. Усть-Тосненская операция и Усть-Тосненский десант). Невская оперативная группа перешла в наступление на Синявино 3 сентября, Волховский фронт — 27 августа.
Западный фронт. Командование Западного фронта подготовило наступательную операцию с целью разгрома группировки противника, прорвавшейся в глубину советской обороны в ходе операции «Смерч». Решающая роль в операции отводилась 3-й танковой армии под командованием генерал-лейтенанта П. Л. Романенко, которая получила приказ нанести удар из района южнее Козельска в направлении Вейно, Старица. Наступление намечалось на 19 августа (среда). Но к этому времени из-за обильных дождей и неорганизованной работы железной дороги войска Романенко не успели сосредоточиться в указанном районе, поэтому начало наступления откладывалось несколько раз.
Медлительность перегруппировки соединений и частей использовал противник. Его авиация стала наносить массированные удары по выдвигавшимся эшелонам армии и районам её сосредоточения. Получив данные о сосредоточении 3-й танковой армии в районе Козельска, наступавшие на этом направлении немецкие войска в ночь на 19 августа на рубеже Кричина, Кумово, Сметские Выселки, Озерна, Леоново перешли к позиционной обороне. Непосредственно в полосе наступления танковой армии оборонялись части 26-й и 56-й пехотных дивизий, усиленные танковыми подразделениями 11-й танковой дивизии, главные силы которой находились в резерве. Используя выгодные условия местности — лесные массивы, перелески, высоты, овраги и заболоченные участки, германская пехота создала сильную оборону, прикрыв её минными полями, а местами и проволочными заграждениями. ([3] стр. 347)
Юго-Восточный фронт. 19 августа 1942 г. Паулюс подписал приказ «О наступлении на Сталинград». Ударные группировки 6-й и 4-й танковой гитлеровских армий при участии 8-й итальянской армии одновременно начали наступление на Сталинград с севера и юга. Противник добился незначительных успехов, его продвижение было остановлено на рубеже совхоза имени Юркина севернее Абганерово.
Северо-Кавказский фронт. 19 августа началась Новороссийская оборонительная операция. Сосредоточив на новороссийском направлении против 47-й армии и частей морской пехоты ударную группировку в составе двух немецких пехотных и трёх румынских кавалерийских дивизий, войска 17-й немецкой армии перешли в наступление, нанося удар из района Абинской (15 километров юго-восточнее Крымской) на Крымскую. 9-я и 73-я немецкие пехотные дивизии начали наступление на Северскую и Абинскую. К концу дня им удалось захватить станицы Северская, Ильская, Холмская, Ахтырская и завязать бои за Абинскую. Попытки с ходу овладеть последней были отбиты частями 103-й стрелковой бригады.
В тот же день против стрелковой роты 103-й бригады и подразделений 144-го батальона морской пехоты, оборонявшихся в районе Троицкой и Анастасиевской, начал атаки румынский кавалерийский корпус — 5-я, 6-я и 9-я дивизии. Румынская конница захватила эти две станицы, но была остановлена у крупной железнодорожной станции Крымская. После этого основные силы кавкорпуса — две дивизии — развернули наступление на Темрюк. Поддержанные артиллерией и авиацией, румыны прорвали фронт под Темрюком и двинулись на станицу Курчанская. Для усиления подразделений, защищавших Темрюк, штаб Азовской флотилии сформировал из личного состава сторожевых кораблей и катеров батальон морской пехоты в 500 человек под командованием майора Ц. Куникова. Этот батальон был немедленно выдвинут к станице Курчанская. Получив небольшое подкрепление, морская пехота при огневой поддержке орудий 40-го артдивизиона, канонерских лодок «Буг», «Дон», «Днестр», № 4, монитора «Железняков» и двух речных канлодок до вечера следующего дня удерживала эту фланговую позицию передового рубежа, а затем под прикрытием огня корабельной артиллерии совершила перегруппировку на второй рубеж обороны. ([3] стр. 398)
Гальдер Франц. 

На Кавказе продвижение только на отдельных участках. У Сталинграда войска Гота успешно начали наступление. Паулюс все ещё перегруппировывается и расширяет плацдарм. Напряжённое положение на левом фланге. На остальных участках фронта по Дону спокойно.
Группа армий «Центр». Никаких существенных успехов у 2-й танковой армии. Обстановка на фронте 3-й танковой армии несколько разрядилась. Противник в полосе 9-й армии, по-видимому, сильно устал.
Группа армий «Север». Местные атаки как обычно, но на этот раз и на невском участке фронта, где противник прибегает к помощи малых быстроходных катеров…
Совинформбюро.

В течение 19 августа наши войска вели бои в районах юго-восточнее Клетская, северо-восточнее Котельниково, а также в районе Пятигорск. После упорных боёв, в ходе которых противнику нанесены большие потери в людях и технике, наши войска оставили г. Краснодар.

## 20 августа 1942 года. 425-й день войны
Сталинградский фронт. Командование войсками Сталинградского фронта приказывает нанести контрудары по флангам рвущейся к Сталинграду 6-й немецкой армии. 20 августа (четверг) войска 63-й и 21-й армий частью сил перешли в наступление. Форсировав Дон, они вступили в ожесточённую борьбу за расширение плацдарма.
Юго-Восточный фронт. Началось наступление 4-й танковой армии на южный участок обороны Сталинградского укреплённого района, 14-я танковая дивизия, не добившись успеха при наступлении вдоль железной дороги на Тингуту, теперь была передвинута далее на восток, чтобы совместно с 24-й танковой дивизией, действовавшей в районе оз. Цаца, нанести удар на север. После артиллерийской подготовки дивизия 20 августа устремилась в наступление через совхоз «Приволжский». В итоге двухдневных боёв удалось овладеть ударом с востока станцией Тингута. Там вновь завязались тяжёлые танковые бои. Глубокие балки сильно ограничивали возможность манёвра для танков. Наступление опять приостановилось. Попытка пробить брешь в районе Морозовска на север также не удалась.
Гальдер Франц. 

На всех участках фронта в общем никаких перемен. Доклад группы армий «Центр» о том, что наступление 2-й танковой армии без усиления её 2-3 пехотными дивизиями невозможно.
Совинформбюро.

В течение 20 августа наши войска вели бои в районах юго-восточнее Клетская, северо-восточнее Котельниково, а также юго-восточнее Пятигорска и южнее Краснодара.

## 21 августа 1942 года. 426-й день войны
Калининский фронт. Активизировали действия 30-я и 29-я армии Калининского фронта. 21 августа (пятница), после 8 дней штурма, было взято село Полунино. На рассвете 21 августа часть сил 16-й гвардейской стрелковая дивизии при поддержке 35-й танковой бригады как обычно завязала бой на северной окраине села, а 2 стрелковых полка быстро и скрытно вышли к южной окраине Полунино через пересохшее болото. Крупный опорный пункт пал в течение трёх часов. ([3] стр. 338)
Юго-Восточный фронт. Враг перенёс направление главного удара восточнее, пытаясь достигнуть Сталинграда через Красноармейск, вдоль Волги. К исходу 21 августа враг прорвал оборону на правом фланге 57-й армии, на участках 15-й гвардейской и 422-й стрелковых дивизий. Здесь противник вклинился в расположение советских войск на 10—12 км и вынудил правофланговые части 15-й гвардейской стрелковой дивизии отойти от совхоза «Приволжский». Командующий армией генерал Ф. И. Толбухин немедленно бросил к участку прорыва подкрепления. Тогда гитлеровский генерал Гот нанёс удар сильной группировкой (24-я и 14-я танковые дивизии) по левому флангу 64-й армии. Разведка сразу же обнаружила этот манёвр, и навстречу немецким танкам были выдвинуты 20-я истребительная противотанковая артиллерийская бригада, 186-й и 665-й истребительные противотанковые артиллерийские полки, 133-я тяжёлая танковая бригада.
При поддержке крупных сил авиации войска 6-й армии Паулюса форсировали Дон в районе Песковатки и по обе стороны Вертячего. Захватив плацдарм силами 14-го танкового корпуса, за которым следовали пехотные дивизии, противник развивал успех. Внешний обвод обороны города был прорван.
Северо-Кавказский фронт. На Новороссийском направлении 21 августа немцы продолжали наступать на Крымскую силами 5-го армейского корпуса из района Абинской и частью сил румынского кавкорпуса из Троицкой. В этот же день командующий 47-й армией перебросил в район Крымской 83-ю морскую стрелковую бригаду, до этого охранявшую побережье. Тем не менее к концу дня советские войска оставили Абинскую и Крымскую.
Создалась угроза прорыва противника через перевалы. В связи с этим по решению адмирала Горшкова из личного состава тыловых частей, экипажа, плавсредств флотилии и Новороссийской ВМБ были сформированы отряды морской пехоты общей численностью около одной тысячи человек и направлены на перевалы Бабича, Кабардинский, Волчьи Ворота и на дорогу Абрау-Дюрсо, где в этот период не было частей 47-й армии. Частям НОР удалось приостановить дальнейшее продвижение противника. ([3] стр. 400)
21 августа отряд альпинистов капитана Грота поднялся на Эльбрус и установил на вершине флаги с эмблемами 1-й и 4-й горнопехотных дивизий.
Совинформбюро.

В течение 21 августа наши войска вели бои с противником в районах юго-восточнее Клетская, северо-восточнее Котельниково, юго-восточнее Пятигорска и южнее Краснодара.

## 22 августа 1942 года. 427-й день войны
Западный фронт. В районе Сычёвки противник продолжал усиливать сопротивление. В период с 19 по 22 августа (суббота) он вновь предпринял контратаки крупными силами. В полосах 331-й и 354-й стрелковых дивизий действовала немецкая 1-я танковая дивизия, которой удалось потеснить советские части. Отбросить 6-й танковый корпус и 251-ю стрелковую дивизию в эти же дни пыталась 5-я танковая дивизия. Но успеха не имела. Напротив, нашим удалось продвинуться вперёд и расширить плацдарм к западу от Осуги до рубежа Сады, Пальцево, Киселево. На левом фланге войска 20-й армии с трёх направлений наступали на райцентр Карманово. Против трёх немецких дивизий — 2-й танковой, 36-й моторизованной и 342-й пехотной, объединённых штабом 46-го танкового корпуса, генерал Рейтер бросил 8-й танковый и 8-й стрелковый корпуса, 415-ю, 312-ю, 82-ю стрелковые дивизии и 40-ю стрелковую, а также три отдельные танковые бригады. С юга, форсировав Яузу, в этот район продвигались две дивизии армии Федюнинского. Темп прогрызания многоярусной немецкой обороны составлял 1-2 км в сутки, операция заняла почти две недели. ([3] стр. 337)
В районе Козельска в полосе 3-й танковой армии против двух немецких пехотных дивизий было сосредоточено 60 852 человека, 512 танков и 168 бронемашин, 861 орудие и миномёт, 72 установки РС. Утром 22 августа после артиллерийской и авиационной подготовки 16-я, 61-я общевойсковые и 3-я танковая армии перешли в наступление. Стрелковые дивизии, наступавшие в первом эшелоне, сравнительно легко овладели первой позицией, но на второй линии встретили упорное сопротивление, и темп продвижения резко замедлился. Для наращивания их удара по приказу Жукова в сражение были брошены танковые корпуса. Соединения 12-го танкового корпуса обогнали боевые порядки 264-й стрелковой дивизии полковника Н. М. Маковчука и атакой с ходу овладели Госьковой — крупным узлом сопротивления противника. Здесь корпус вынужден был остановиться, чтобы отразить контратаки противника, поддержанные активными действиями авиации. Бои на этом направлении приняли затяжной характер. В 12 часов поступило донесение о том, что 3-й танковый корпус овладел Сметскими Выселками и успешно продвигается на запад. Учитывая, что продвижение на главном направлении приостановилось, командующий фронтом приказал перебросить сюда 15-й танковый корпус, а также ввести в бой 1-ю гвардейскую мотострелковую дивизию и развить успех. 15-му танковому корпусу было приказано наступать на Слободку, Белый Верх, а мотострелковой дивизии — на Сметскую, Жуково. Перегруппировавшись, корпус Копцова повел наступление на запад, но был сразу же остановлен противником. Танкисты ввязались в затяжные бои, медленно преодолевая лесные завалы и минные поля. 154-я и 264-я стрелковые дивизии и 12-й танковый корпус, овладев Озеренским, Озерной и Госьковой, вели упорные бои южнее этих населённых пунктов. Южная группа 61-й армии успеха не имела. ([3] стр. 349)
Сталинградский фронт. К исходу 22 августа 197-я, 14-я гвардейская стрелковые дивизии 63-й армии и 304-я стрелковая дивизия 21-й армии прорвали оборонительную полосу врага на правом берегу Дона и заставили гитлеровцев отойти на рубеж Рыбный—Верхне-Кривский— Ягодный— Девяткин— Усть-Хопёрский.
В центре Сталинградского фронта 22 августа перешла в наступление 1-я гвардейская армия. Противник силами 11-го немецкого армейского корпуса, 22-й танковой дивизии и другими частями оказывал упорное сопротивление, наносил контрудары. Гвардейцы расширили плацдарм в малой излучине Дона. 11-й немецкий армейский корпус перешёл к обороне. Линия фронта на участке 1-й гвардейской армии так и не менялась вплоть до перехода советских войск в контрнаступление в ноябре 1942 г.
Юго-Восточный фронт. 22 августа советские войска вели упорные сдерживающие бои с противником, пытавшимся расширить захваченный плацдарм в районе Вертячего. На захваченном им плацдарме на левом берегу Дона в районе Песковатки и Вертячего ему противостояли части 98-й стрелковой дивизии полковника И. Ф. Баринова, один полк 87-й стрелковой дивизии, курсанты Орджоникидзевского училища, артиллерийская группа генерал-майора Н. М. Пожарского. Они вели упорные бои, но не в состоянии были ликвидировать плацдарм, захваченный 14-м танковым корпусом фон Виттерсгейма. К исходу 22 августа он был расширен до 45 км по фронту. Командующий фронтом разрешил ввести в бои на внешнем обводе основные силы 87-й дивизии, чтобы уничтожить захватившего плацдарм противника, а участок, ранее занимавшийся частями Казарцева на среднем обводе, приказал занять 35-й гвардейской дивизии.
С юга 64-я армия сдерживает продвижение противника к Сталинграду между железной дорогой и цепью озёр Сарма, Цаца.
Северо-Кавказский фронт. Германское командование, сменив 5-ю румынскую кавалерийскую дивизию, понёсшую большие потери, свежей 9-й кавдивизией, с рассветом 22 августа возобновило наступление на Темрюк. Вечером следующих суток по приказу командования защитники Темрюкской ВМБ оставили город и отошли на Таманский полуостров.
Создан Туапсинский оборонительный район (расформирован 26 января 1943) из частей Черноморской группы войск Закавказского фронта и Туапсинской военно-морской базы. Командующий — контр-адмирал Г. В. Жуков.
Гальдер Франц. 

По группам армий: у группы армий «А» лишь небольшие местные успехи, на Эльбрусе поднят наш флаг, в то же время Клейст, чьи войска действуют на обширных пространствах, лишь с трудом продвигается вперёд; у Гота отрадные тактические успехи, но в войсках признаки усталости; у Паулюса войска ударного крыла хорошо подготовились для танкового удара (наводка мостов и т. п.), несмотря на упорные контратаки противника. На северном крыле усиленные атаки противника. На фронте у итальянцев остановлен прорыв противника на правом крыле; в остальном здесь, как и у венгров, — никаких значительных боевых действий. То же и во 2-й армии.

На фронте 2-й танковой армии сильные контратаки противника на правом фланге с участием очень большого количества танков. Глубокие вклинения! В 3-й танковой армии пока спокойно, однако следует ожидать крупных атак при усиленной поддержке всеми средствами. На фронте 9-й армии у Зубцова и Ржева противник захватил значительную территорию в результате наступления крупными силами против наших ослабленных здесь позиций.
Совинформбюро.

В течение 22 августа наши войска вели бои в районах юго-восточнее Клетская, северо-восточнее Котельниково, юго-восточнее Пятигорска и южнее Краснодара.

## 23 августа 1942 года. 428-й день войны
Калининский фронт. Армии Калининского фронта вышли на подступы к Ржеву и левый берег Волги. Однако к 23 августа (воскресенье) наступательные возможности советских войск были исчерпаны и они перешли к обороне. Ржев остался за немцами. Советские войска в ходе операции продвинулись на запад ещё на 40-45 км, освободили 3 районных центра, но поставленных решительных целей не достигли.
Западный фронт. 23 августа 31-я армия освободила Зубцов, а 20-я армия во взаимодействии с частью сил 5-й армии — районный центр Карманово. Завершилась Ржевско-Сычевская операция: советские войска продвинулись на 30—45 км, ликвидировали плацдарм противника на левом берегу Волги в районе Ржева, сковали крупные силы группы армий «Центр» и вынудили противника перебросить в район операции 12 дивизий с других участков советско-германского фронта. Советские войска в ходе операции официально потеряли 193 683 человека убитыми и ранеными, то есть 52 % от всех сил, брошенных в бой. Эта цифра не берет в расчёт 5-ю и 33-ю армии. Среднесуточные потери составили около 8000 человек. Жуковские операции против ржевско-вяземского выступа являются самыми кровопролитными сражениями 1942 года, превосходящими по этому «показателю» даже Сталинград. 23 августа. Командование фронта временно решило приостановить наступление на Сычевском направлении и сосредоточить усилия для удара по немецкой группировке в районе Гжати, западнее Карманово. ([3] стр. 337)
Юго-Восточный фронт. Сосредоточившийся на плацдарме левого берега Дона немецкий 14-й танковый корпус 23 августа перешёл в наступление. Свой главный удар враг наносил в стык 4-й танковой и 62-й армий, развивая наступление в общем направлении на Рыно́к. Сломив сопротивление 98-й дивизии И. Ф. Баринова и других войск, готовившихся нанести контрудар по плацдарму, противник устремился от Дона к Волге. На пути его танков оказались двигавшиеся на марше полки 87-й дивизии полковника А. И. Казарцева. На них уже совершили массированный налёт вражеские бомбардировщики, а теперь обрушилось до сотни танков. Бой завязался вне какого-либо оборонительного рубежа, на открытой местности. Противник рассек дивизию Казарцева надвое. Тяжёлые потери понесли стрелковые полки и приданный курсантский. Войска ударной группировки 6-й немецкой армии пересекли всё междуречье и к 16 часам 23 августа вырвались к Волге близ северной окраины Сталинграда, в районе посёлков Рыно́к, Латошинка, Акатовка. Вслед за 16-й танковой дивизией корпуса фон Виттерсгейма к Волге вышли и моторизованные войска врага. Десятки немецких танков 14-го танкового корпуса появились в районе Тракторного завода, в 1—1,5 км от заводских цехов. Вслед за танками в образовавшийся 8-километровый коридор противник бросил две моторизованные и несколько пехотных дивизий. Военная обстановка ещё более осложнялась тем, что соединения и части 62-й армии, прикрывавшие северные окраины Сталинграда, продолжали в нескольких десятках километров от города вести бои на левом берегу Дона. Они должны были в трудных боевых условиях перегруппироваться и занять новые оборонительные рубежи. 23 августа командующий фронтом создал в районе Самофаловки (22 км восточнее Вертячего) ударную группу, в которую вошли 35-я, 27-я гвардейские и 298-я стрелковые дивизии, 28-й танковый корпус и 169-я танковая бригада. Эти войска во главе с заместителем командующего Сталинградским фронтом генерал-майором К. А. Коваленко получили задачу нанести контрудар в юго-западном направлении и во взаимодействии с войсками 62-й армии разгромить соединения 14-го танкового корпуса противника, прорвавшегося к Волге. При нанесении контрудара войска должны были закрыть прорыв на участке ст. Котлубань, Бол. Россошка и восстановить положение на правом фланге 62-й армии путём выхода на рубеж р. Дона. В то же время командующему 62-й армией ставилась задача нанести удар из района Мал. Россошки на север частями 87-й стрелковой дивизии и во взаимодействии с группой генерал-майора Коваленко уничтожить прорвавшуюся группировку врага. [4]
Таким образом, бросив в бой 650 танков, советское командование решило восстановить фронт по левому берегу Дона. Группа генерала Коваленко, не дожидаясь подхода танковых корпусов, перешла в наступление в 18 часов 23 августа, через 5 часов после получения приказа. Две её дивизии, встретив упорное огневое противодействие, продвинуться не смогли. Третья дивизия совместно с 169-й танковой бригадой, которой командовал полковник А. П. Коденец, разгромила противостоящего им противника. ([3] стр. 520)
23 августа по городу Сталинград был нанесен массированный бомбовый удар. Вражеские бомбардировщики совершили более 2 000 вылетов, превратив город в руины.
Северо-Кавказский фронт. 23 августа немцы силами 3-й и 13-й танковых и 111-й пехотной дивизий перешли в наступление непосредственно на Моздок. Здесь их встретил отряд майора Корнеева и курсанты Ростовского артиллерийского училища совместно с частями 26-й запасной стрелковой бригады. Три дня они вели ожесточённые бои, но под давлением превосходящих сил противника вынуждены были оставить Моздок. После захвата Моздока немцы пытались в первую очередь овладеть переправами через Терек и обеспечить себе исходный плацдарм для дальнейшего наступления в направлении Орджоникидзе. ([3] стр. 386)
Под Новороссийском 22 и 23 августа 103-я стрелковая бригада вела оборонительные бои на рубеже Неберджаевская, Нижне-Баканский, Горно-Веселый. Немцам удалось захватить Неберджаевскую, а затем и Нижне-Баканский. Однако попытки развить наступление вдоль шоссе Верхне-Баканский — Новороссийск были отбиты.
Гальдер Франц. На Кавказе незначительные изменения. Под Сталинградом Паулюс внезапно прорвался через Дон силами 14-го танкового корпуса и вышел к Волге севернее города. Войска левого фланга армии ведут напряжённые бои. На Донском фронте вплоть до района Воронежа относительное затишье. Противник предпринимает серьёзные атаки против восточного крыла 2-й танковой армии, которые частично приводят к местным вклинениям. У Рейнгардта (3-я танковая армия) авиация существенно разрушила исходные позиции. Под Ржевом в результате усиленных атак противника снова возникла напряжённая обстановка.
Совинформбюро. В течение 23 августа наши войска вели бои в районах юго-восточнее Клетская, северо-восточнее Котельниково, юго-восточнее Пятигорска и южнее Краснодара.

## 24 августа 1942 года. 429-й день войны
Сталинградский фронт. Второй эшелон 63-й армии — 203-я стрелковая дивизия переправилась через реку к исходу 24 августа (понедельник). Наступавшие дивизии, встретив упорное противодействие, не имели сил для развития успеха. К тому же не хватало боеприпасов, доставлявшихся через Дон. На правый берег переправился 3-й гвардейский кавалерийский корпус, но это не изменило обстановки.
Юго-Восточный фронт. 35-я гвардейская стрелковая дивизия под командованием генерал-майора В. А. Глазкова, поддержанная 169-й танковой бригадой, разгромила противостоящие части противника и к 2 часам ночи 24 августа прорвалась в район Бол. Россошки, где в жестоких боях держала оборону 87-я стрелковая дивизия 62-й армии. Немецкие части, прорвавшиеся к Волге, оказались отрезанными от своих войск. Немцам пришлось снабжать их с помощью самолётов и колонн грузовиков, охраняемых танками. Нагруженные ранеными машины под прикрытием танков прорывались через боевые порядки русских в направлении Дона. На плацдарме раненых сдавали и там же получали продовольствие. Конвоируемые танками машины возвращались в корпус. Много дней, изолированный от основных сил 6-й армии, он вёл тяжёлые оборонительные бои, заняв круговую оборону. Только через неделю после переброски на плацдарм новых пехотных дивизий удалось в упорных кровопролитных боях сломить сопротивление противника и восстановить связь с танковым корпусом, 8-й армейский корпус прикрыл северный фланг в районе между Волгой н Доном. В приказе по армии этот участок был назван «сухопутным мостом».
24 августа в 4:00, (получив накануне доклад о прорыве немцев к Волге), Сталин послал Еременко телеграмму следующего содержания:
Первое — Обязательно и прочно закрыть нашими войсками дыру, через которую прорвался противник к Сталинграду, окружить прорвавшегося противника и истребить его. У вас есть силы для этого, вы это можете и должны сделать. Второе — На фронте западнее и южнее Сталинграда безусловно удерживать свои позиции, частей с фронта не снимать для ликвидации прорвавшегося противника и безусловно продолжать контратаки и наступление наших войск с целью отбросить противника за пределы внешнего Сталинградского обвода
.
Гальдер Франц. У 17-й армии небольшие изменения; местные успехи под Новороссийском. У 1-й танковой армии несущественные изменения. 4-я танковая армия разгромила стоящего перед ней врага и теперь перегруппировывается для наступления на север. Затруднения с горючим. Прорвавшийся к Волге 14-й армейский корпус 6-й армии серьёзно потеснён противником в результате контрудара. После подтягивания свежих сил обстановку удалось разрядить. Левое крыло подвергается сильным атакам противника.
Группа армий «Центр». Серьёзные удары по позициям 2-й танковой (восточный фланг), 3-й танковой (прорывы) и 9-й армий, где на нескольких участках снова отмечен незначительный отход наших войск. Несмотря на прибытие 72-й дивизии, обстановка остаётся напряжённой. На западном участке отражено наступление в районе Белого.
Совинформбюро. В течение 24 августа наши войска вели бои с противником в районах юго-восточнее Клетская, северо-восточнее Котельниково, а также в районе Прохладный и южнее Краснодара.

## 25 августа 1942 года. 430-й день войны
Западный фронт. В районе Козельска в течение 23-25 августа советские войска медленно продвигались, преодолевая упорное сопротивление противника. К исходу 25 августа (вторник) 15-й танковый корпус, 1-я мотострелковая и один полк 154-й стрелковой дивизии очистили от врага леса восточнее Вытебети и вышли к реке. Однако форсировать её не удалось. 12-й танковый корпус, 154-я и 264-я стрелковые дивизии, наступавшие на левом фланге, существенного успеха в эти дни не имели. Лишь на отдельных направлениях им удалось продвинуться на глубину до 1-1,5 км. Южная группа войск 61-й армии, как и в первый день наступления, успеха также не имела. Главной причиной медленного наступления советских войск и в эти дни было господство вражеской авиации. ([3] стр. 350)
Сталинградский фронт. 4-я танковая армия на правом фланге удерживала занимаемые позиции; на её левом фланге 27-я гвардейская и 298-я стрелковые дивизии наступали на Вертячий, по успеха не добились, 62-я армия вела ожесточённые оборонительные бои, продолжая удерживать на левом фланге рубеж по левому берегу Дона. 35-я гвардейская стрелковая дивизия со 169-й танковой бригадой после прорыва в район Бол. Россошка во взаимодействии с 87-й стрелковой дивизией овладела Мал. Россошкой. В ночь на 25 августа подразделения 101-го стрелкового полка внезапной и стремительной атакой выбили врага из д. Власовка, а затем заняли рубеж на высоте 137,2.
Юго-Восточный фронт. Вслед за 14-м танковым корпусом на левый берег Дона переправились 8-й и 51-й армейские корпуса. 25 августа 24-й немецкий танковый корпус форсировал Дон в районе Калача-на-Дону и стал продвигаться на Сталинград.
Приказом Военного совета фронта в 24 часа 00 мин. 25 августа в Сталинграде было введено осадное положение. Принимались суровые меры к сохранению в городе строжайшего порядка и дисциплины. В постановлении Городского комитета обороны, принятом в ночь с 24 на 25 августа, предлагалось «лиц, занимающихся мародерством и грабежами, расстреливать на место преступления без суда и следствия», а всех других злостных нарушителей общественного порядка и безопасности в городе немедленно предавать суду военного трибунала.
Северо-Кавказский фронт. Захватив Моздок, немцы 25 августа начали наступление из этого района на юг — вдоль железной дороги Прохладный — Орджоникидзе. Однако все попытки прорвать оборону на этом участке успеха не имели. К исходу августа немцы, захватив Моздок и Прохладный, вышли к левому берегу рек Терек и Баксан и приступили к подготовке удара из Моздока на Малгобек.
В районе Махачкалы была сформирована 58-я армия под командованием генерал-майора В. А. Хомченко, составившая второй эшелон Северной группы войск. В эту армию вошли 317-я, 328-я, 337-я стрелковые дивизии, 3?я стрелковая бригада и Махачкалинская стрелковая дивизия НКВД, 136-й артиллерийский и 1147-й гаубичный артполки.
Войска 47-й армии и части морской пехоты приостановили наступление противника на Новороссийск и Анапу.
Гальдер Франц. Потери с 22.6.1941 года по 20.8.1942 года составили 1 527 990 человек, из них 45 019 офицеров.
Обстановка на фронте. На Кавказе без перемен. Под Сталинградом войска Гота натолкнулись на мощную оборонительную позицию противника. На крайнем восточном фланге у него неспокойно. Паулюс медленно продвигается, используя успехи, достигнутые предшествующим наступлением. Атаки против его западного крыла отражены. На фронте у итальянцев противник добился глубокого вклинения. На остальных участках фронта группы армии «Б» в общем спокойно.
Группа армий «Центр». На фронте 2-й, 3-й танковых и 9-й армий противник продолжал усиленные атаки без существенного успеха.
Группа армий «Север». Обстановка прежняя. Интенсивные железнодорожные перевозки противника в направлении фронта. На Волхове противник переносит вперёд свои командные пункты…
Совинформбюро. Лжецы из бандитского дома Гитлера и К°. Германское радио передало заявление «авторитетных военных кругов Берлина», что советская авиация с 15 по 25 августа за время налётов на Кёнигсберг, Данциг и другие города Восточной Пруссии якобы потеряла 136 самолётов. На самом деле за всё время налётов на военные объекты городов Восточной Пруссии советская авиация не потеряла ни одного самолёта. Был случай, когда одни самолёт вовремя не вернулся на базу, считался потерянным, но и этот самолёт позже нашёлся.
Жульническое сообщение лжецов из бандитского дома Гитлер и К° является, во-первых, самым убедительным свидетельством эффективности налётов советской авиации на военные объекты немецких городов и, во-вторых, проявлением бессилия немецкой противовоздушной обороны помешать этим налётам…
В течение 25 августа наши войска вели бои с противником в районах Клетская, северо-западнее Сталинграда, северо-восточнее Котельниково, а также в районах Прохладный и южнее Краснодара.

## 26 августа 1942 года. 431-й день войны
26 августа (вторник) состоялось решение ГКО о назначении генерала Г. К. Жукова заместителем Верховного Главнокомандующего с освобождением от должности командующего войсками Западного фронта.
Западный фронт. Район Козельска. Чтобы сломить сопротивление 26-й пехотной дивизии, генерал Романенко в ночь на 26 августа приказал вывести из боя и перегруппировать 15-й танковый корпус из района Жуково в леса 3 км западнее Мызина, а затем совместно со 154-й стрелковой дивизией нанести удар на Сорокино и во взаимодействии с 12-м танковым корпусом овладеть этим населённым пунктом.
Совершив 15-километровый марш, корпус Копцова на рассвете 26 августа перешёл в наступление. Но и здесь успеха не добился, так как на его пути находился лесной массив, не позволивший развернуться в боевой порядок и маневрировать на поле боя. Успеха не имели также 12-й танковый корпус и 264-я стрелковая дивизия, так как против них германское командование бросило главные силы 11-й танковой дивизии, а также подошедшую из глубины 20-ю танковую дивизию, которые стремились овладеть Госьковой. Для отражения удара была введена в бой 179-я танковая бригада комбрига С. Я. Денисова. ([3] стр. 350)
Юго-Восточный фронт. 26 августа из района Самофаловки Коваленко ввёл в сражение 4-й и 16-й танковые корпуса, свежие 24-я, 84-я, 315-ю стрелковые дивизии, однако их наступление велось на широком фронте, без ярко выраженного направления главного удара и оказалось безуспешным. В последующие дни 2-й, 4-й, 16-й, 23-й и 28-й танковые корпуса совместно со стрелковыми дивизиями почти непрерывно штурмовали вражеские позиции, но полностью изолировать и разгромить прорвавшуюся группировку не смогли, хотя ширина коридора в районе Котлубань сократилась до 4 км. Немцы, заняв круговую оборону, стояли насмерть, организовав эффективную систему огня и на полную мощь задействовав свою авиацию. Немецкие самолёты методически бомбили и обстреливали советские войска ещё на марше, не давая возможности в течение светлого времени организованно подготовиться и вступить в бой. ([3] стр. 521)
Гальдер Франц. На Кавказе — без изменений. У Сталинграда — весьма напряжённое положение из-за атак превосходящих сил противника. Наши дивизии уже не так сильны. Командование слишком нервничает. Виттерсгейм (14-й танковый корпус) хотел убрать назад свой вытянутый к Волге палец. Паулюс помешал этому. У итальянцев на правом фланге большая неприятность (вклинение противника). Принимаются контрмеры.
Группа армий «Центр». Всех поразило утреннее донесение об оттягивании назад линии фронта у Шмидта [операция «Смерч»]. Я очень зол на то, что опять предстоит добровольно отдать местность противнику и что никто об этом не доложил своевременно… У Рейнгардта благодаря успешному контрудару положение улучшилось. У Моделя сегодня более спокойный день, только к вечеру снова крупная атака южнее Зубцова.
Группа армий «Север». Множатся признаки близкого наступления русских южнее Ладожского озера.
Совинформбюро. Дней 15 тому назад войска Западного и Калининского фронтов на Ржевском и Гжатско-Вяземском направлениях частью сил перешли в наступление. Ударом наших войск в первые же дни наступления оборона противника была прорвана на фронте протяжением 115 километров. Развивая наступление и нанося противнику непрерывные удары, наши войска разбили 161-ю, 342-ю, 292-ю, 129-ю, 6-ю, 256-ю германские пехотные дивизии, 14-ю и 36-ю мотодивизии и 2-ю танковую дивизию, нанесли значительное поражение 1-й и 5-й танковым дивизиям, 328-й, 183-й и 78-й пехотным дивизиям. Фронт немецких войск на указанных направлениях отброшен на 40-50 километров.
По 20 августа нашими войсками освобождено 610 населённых пунктов, в их числе города Зубцов, Карманово, Погорелое Городище.
В указанных операциях, по неполным данным, нашими войсками захвачены следующие трофеи: танков — 250, орудий — 757, миномётов — 567, пулемётов — 1615, противотанковых ружей и автоматов — 929, винтовок — 11 100, мин — 17 090, ружейных патронов — 2 311 750, снарядов — 32 473, раций — 65, автомашин — 2 020, мотоциклов — 952, велосипедов — 1 969, тракторов — 52, кухонь — 37, повозок — 340, складов с боеприпасами, вещевым и другим имуществом — 75. Кроме того, уничтожено наземными войсками и авиацией: танков — 324, орудий — 343, миномётов — 140, пулемётов — 348, автомашин — 2.040, повозок — 690.
В воздушных боях и зенитной артиллерией сбито 252 самолёта, уничтожено и повреждено на аэродромах 290 самолётов. Количество убитых немецких солдат и офицеров достигает 45.000 человек. Перемалывая живую силу фашистско-немецких дивизий, уничтожая и захватывая значительную часть их боевой техники, наши войска продолжают вести ожесточённые бои. Бои идут на окраинах города РЖЕВ. В боях отличились войска генералов ЛЕЛЮШЕНКО, ФЕДЮНИНСКОГО, ХОЗИНА, ПОЛЕНОВА, РЕЙТЕРА, ШВЕЦОВА. Прорыв немецкого фронта был организован генералом армии ЖУКОВЫМ и генерал-полковником КОНЕВЫМ.
В течение 26 августа наши войска вели бои с противником в районах юго-восточнее Клетская, северо-западнее Сталинграда, северо-восточнее Котельниково, а также в районах Прохладный, Моздок и южнее Краснодара.

## 27 августа 1942 года. 432-й день войны
Волховский фронт. 27 августа (четверг) в ходе Синявинской операции начали наступление войска ударной группировки (8-я и 2-я Ударная армии) Волховского фронта и войска Невской оперативной группы Ленинградского фронта.
Мерецков Кирилл Афанасьевич: « 27 августа 1942 года после двухчасовой артиллерийской подготовки, завершившейся мощным 10-минутным налётом реактивных снарядов, весь правый фланг и центр 8-й армии от мыса Бугровского на Ладожском озере до опорного пункта Вороново пришёл в движение. Наступление началось и в течение двух дней развивалось успешно. На направлении главного удара была пересечена Чёрная речка и оборона врага прорвана. К исходу второго дня наши части подошли к Синявину.» (стр. 308)
Западный фронт. В течение последней недели августа в районе Сычевки войска 20-й армии частными боями улучшали начертание исходного рубежа для развёртывания операции в южном направлении. Группа генерала Тюрина готовилась к выполнению задачи по наступлению на Гжатск. 6-й танковый корпус 27 августа передал свой участок на плацдарме за рекой Вазуза 251-й стрелковой дивизии и расположился рядом со 2-м гвардейским кавкорпусом в районе Подсосонье, Коротово, Васютники. 8-й гвардейский стрелковый корпус сосредоточивался в армейский резерв в леса севернее Карманово. Войска подвижной группы пополнялись людьми и материальной частью.
Сталинградский фронт. В то время как 62-я и 4-я танковая армии сдерживали натиск противника на стыке Сталинградского и Юго-восточного фронтов, войска 63-й и 21-й армий стремились развить наступление. Наступающие войска несколько продвинулись вперёд, по решительного успеха не достигли. К 27 августа немецко-фашистское командование ввело в бой части 22-й немецкой танковой дивизии, которые до этого действовали в полосе 1-й гвардейской армии. Советские соединения отражали многочисленные контратаки трёх вражеских дивизий. К исходу 27 августа все контратаки противника с юга были отражены 12-м танковым корпусом, 264-й стрелковой дивизией, 179-й танковой бригадой и южной группой 61-й армии.
Юго-Восточный фронт. В итоге упорных семидневных боёв с 21 по 27 августа войска 4-й танковой армии Гота ценой значительных потерь овладели ст. Абганерово, Тингута, разъездом 55-й км и оттеснили левый фланг 64-й армии на рубеж высоты 174,0, Зеты, Кашары (15 км северо-западнее ст. Абганорово). Противнику удалось также занять с. Тундутово, юго-восточнее ст. Абганерово. Однако прорвать фронт войск 64-й и 57-й армий противнику не удалось.
Северо-Кавказский фронт. 27 августа немцы были остановлены под Клухором и на Марухском перевале. Дальнейшие боевые действия свелись к выдавливанию их с южных склонов обратно. Ожесточённые бои развернулись от Приэльбрусья до самой дороги на Туапсе. Советским частям, без боя отдавшим северные склоны хребта, теперь приходилось наступать снизу вверх. «Мы часто наступали в лоб, — пишет Тюленев, — а не в обход, что особенно пагубно в горной войне. Допускалась беспечность при расположении войск в обороне. Все это приводило к печальным последствиям. Кроме того, первое время наши войска занимали лощины или перевалы и оставляли без прикрытия соседние высоты. Это давало возможность противнику без боя занимать их, а затем фланкирующим огнём выбивать наши части с выгодных позиций… Боевые действия в горах многому нас научили, обогатили наш фронтовой опыт».([3] стр. 432)
Гальдер Франц. Обстановка на фронте: На юге — без существенных изменений. Положение у Сталинграда улучшилось. Вклинение на фронте у итальянцев оказалось не столь уж опасным. Тем не менее туда повернута 298-я дивизия и направлен ускоренным порядком альпийский (итальянский) корпус. Под Воронежем, по всей видимости, затишье. Части, которые вели там атаки, появились под Сталинградом.
Группа армий «Центр». Атаки на фронте 2-й танковой армии уже не такие мощные, как вчера. У 3-й танковой армии спокойно, у 9-й — перегруппировка в районе южнее Ржева, где ожидаются новые удары.
Группа армий «Север». Ожидавшееся наступление южнее Ладоги началось. Пока только местные вклинения. В основном удары отражены. На остальных участках фронта группы армий картина почти без изменений…
Совинформбюро. В течение 27 августа наши войска вели бои на окраинах города Ржева, юго-восточнее Клетская, северо-западнее Сталинграда, северо-восточнее Котельниково, а также в районах Прохладный, Моздок и южнее Краснодара.

## 28 августа 1942 года. 433-й день войны
Западный фронт. Район Козельска. В ночь на 28 августа (пятница) 15-й танковый корпус из района Мызина был перегруппирован в район Пакома с задачей совместно с 12-й гвардейской стрелковой дивизией сломить сопротивление врага в районе Леоново, а затем развить успех в направлении населённого пункта Уколицы и выйти в тыл группировке противника, оказавшей сопротивление 154-й и 264-й стрелковым дивизиям и 12-му танковому корпусу в районе Богдановка и Госькова. Корпусу Богданова было приказано наступать на Богдановку, Сорокино, а 264-й стрелковой дивизии на Марковку, Сорокино. Во второй половине дня 28 августа 15-й танковый корпус, имея в первом эшелоне все бригады, после 30-минутной артподготовки и ударов штурмовой авиации без разведки местности и противника перешёл в наступление. Но сразу же наткнулся на сплошной противотанковый ров, прикрытый минными полями и огнём артиллерии, и вынужден был остановиться. В ночь на 29 августа саперы и мотострелки в противотанковом рве проделали проходы, и на рассвете наступление корпуса возобновилось. Но через 200—300 м бойцы наткнулись на второй такой же противотанковый ров. В течение дня танкисты вели огневой бой с противником, но преодолеть ров не смогли. ([3] стр. 351)
Сталинградский фронт. Наступление 63-й и 21-й армий с утра 28 августа, по приказу командующего фронтом, было приостановлено, и они перешли к обороне. Захваченный ими на правом берегу Дона (юго-западнее Серафимовичей) плацдарм имел по фронту до 50 км и в глубину до 25 км. Войска 1-й гвардейской армии к этому времени расширили плацдарм и вышли на рубеж М. Ярки—Осинки—Ближняя Перекопка—Хохлачев— Сиротинская. Здесь дивизии армии также перешли к обороне.
Юго-Восточный фронт. В ночь с 27 на 28 августа 124-я отдельная стрелковая бригада стала переправляться на правый берег Волги и сосредоточивалась на южной окраине Сталинграда. Командир бригады полковник С. Ф. Горохов получил приказ ускорить переправу бригады и перебросить её на север города, в район Тракторного завода, где она поступала в распоряжение генерал-майора Н. В. Фекленко. В связи с подходом регулярных частей 28 августа вооружённые отряды рабочих были выведены из боя. 6-я германская армия 28 августа была остановлена на северо-западных подступах к городу.
Северо-Кавказский фронт. Немцы перебросили с туапсинского направления к Новороссийску дополнительные силы и 28 августа возобновили наступление.
Гальдер Франц. Группа армий «А». Местные успехи на Северном Кавказе. Группа армий «Б». Разрядка обстановки у 6-й армии, перегруппировка у 4-й танковой армии. На левом фланге 6-й армии что-то начинается. На остальных участках фронта группы армий «Б» спокойно. С фронта 2-й армии все больше и больше соединений отводится назад в резерв.
Группа армий «Центр». Отражены мощные удары противника на фронте 2-й танковой армии и на северном фланге участка прорыва у 9-й армии.
Группа армий «Север». Весьма неприятный прорыв противника южнее Ладожского озера. Кроме того, отмечается подготовка к наступлению на Волховском фронте…
Совинформбюро. В течение 28 августа наши войска вели бои на окраинах города Ржева, юго-восточнее Клетская, северо-западнее Сталинграда, северо-восточнее Котельниково, а также в районах Прохладный, Моздок и южнее Краснодара.

## 29 августа 1942 года. 434-й день войны
Волховский фронт. Мерецков Кирилл Афанасьевич: « Чтобы приостановить наступление, фашисты стали спешно стягивать к месту прорыва отдельные части и подразделения с других участков фронта, резко увеличивая плотность огня. Они бросили в бой всё, что было под рукой, подтянули артиллерию и перенацелили почти всю авиацию, базировавшуюся под Ленинградом. Сопротивление вражеских войск с каждым днём возрастало. 29 августа на поле боя появилась 180-я пехотная дивизия немцев, только что прибывшая из Крыма. Усиленная танками 12-й танковой дивизии, снятой с невского участка Ленинградского фронта, она с ходу атаковала наши части. Завязались тяжёлые встречные бои. Требовались колоссальные усилия для преодоления каждого метра заминированной территории. Авиация противника непрерывно висела над нашими боевыми порядками. Фашисты засыпали наступающие части снарядами и минами. Начиная с третьего дня операции наступление сильно замедлилось. Первый эшелон прорвал вражескую оборону на фронте в пять километров и углубился в её боевые порядки на расстояние до семи километров. На этом дело застопорилось.» ([6] стр. 310)
Юго-Восточный фронт. 29 августа (суббота) в 10 часов утра войска «Северной группы полковника Горохова», созданной 28 августа, пошли в наступление. К вечеру они выбили гитлеровцев из Спартановки и Рынка, до высот Латошанки, и отогнали от Мокрой Мечетки за птицеферму. В общем, противника отбросили на 8 километров. Противник подтянул резервы, и группе пришлось остановиться. Наши войска закрепились на новом рубеже и от Латошанки и Мокрой Мечетки не отошли до последнего дня сражения.
29 августа 4-я немецкая танковая армия Гота нанесла удар из района северо-западнее Абганерово в районе Капкинский, Тебектенерово. Она взломала оборону 64-й армии и к исходу дня вышла к Гавриловке. 62-я и 64-я армии оказались глубоко охвачены противником с севера и с юга. Командармы Лопатин и Шумилов просили командование фронта отвести войска из оперативного мешка на заранее подготовленный рубеж обороны, но Еременко разрешения на это не дал.
«С рассветом 29-го,— вспоминает Маршал Советского Союза А. И. Еременко,— большие группы пикирующих бомбардировщиков начали бомбежку нашего переднего края в этом районе. В 6.30 утра танки и мотопехота атаковали позиции 64-й армии на участке 126-й дивизии, однако в результате двухчасового ожесточённого боя, в ходе которого оборонявшиеся неоднократно переходили в контратаки, противник был отброшен. После этого бомбардировщики вновь „пробомбили“ нашу оборону, а вслед за тем опять началась танковая атака, но и она была отбита. И только при третьем ударе, в 14.30 дня, до 100 вражеских танков прорвались через наш передний край. Однако мотопехота противника, следовавшая за танками, была отсечена воинами 126-й дивизии, оставшимися на своих позициях». [5]
В район Сталинграда прибыл представитель Ставки ВГК генерал армии Г. К. Жуков.
Северо-Кавказский фронт. Перебросив с Туапсинского направления в район Крымской 125-ю пехотную дивизию 57-го танкового корпуса, немецкие войска 29 августа вновь перешли в наступление. На этот раз, отказавшись от лобовых атак, они прорывались к Новороссийску в обход с северо-запада через Натухаевскую силами 125-й пехотной дивизии генерала Фрибе и через Верхне-Баканский, где действовала 73-я пехотная дивизия. Второй удар 9-я дивизия генерала Шлейница наносила с севера — из Неберджаевской на Мефодиевский.
Гальдер Франц. На Кавказе — частичное улучшение позиций, особенно к северу от Новороссийска. Войска 4-й танковой армии вполне успешно начали наступление. 6-я армия ударом восстановила связь с 14-м армейским корпусом. Положение на её левом фланге начинает становиться напряжённым. У итальянцев пока ещё нет никакого кризиса, но и уничтожить вклинившегося противника они тоже не сумели. На фронте у венгров и у 2-й армии спокойно.
Группа армий «Центр». Войска 2-й танковой армии вновь успешно отразили атаки противника. Русские понесли большие потери в танках. На фронте 3-й танковой армии никаких существенных вражеских атак. Сегодня и у 9-й армии был более лёгкий день. По-видимому, противник перегруппировывается для наступления в западном направлении. Вражеская авиация ослабила интенсивность своих действий.
Группа армий «Север». Контрудар по вклинившемуся противнику начался вполне успешно. Результатов пока ещё нет. «Тигры» ещё не приняли участия в боях, так как застряли перед мостами с малой грузоподъёмностью.
Совинформбюро. В течение ночи на 29 августа наши войска вели бои с противником на окраинах города Ржева, юго-восточнее Клетская, северо-западнее Сталинграда, северо-восточнее Котельниково, а также к районах Прохладный, Моздок и южнее Краснодара.

## 30 августа 1942 года. 435-й день войны
Западный фронт. Район Козельска. В ночь на 30 августа (воскресенье) 15-й танковый корпус был выведен из боя и к утру сосредоточился в лесу 1 км южнее Мешалкино в готовности совместно с 12-м танковым корпусом и 264-й стрелковой дивизией утром 30 августа нанести удар в юго-западном направлении и овладеть населённым пунктом Сорокино. Однако к этому времени 12-й танковый корпус понёс большие потери в личном составе и танках и практически потерял боеспособность. 3-й и 10-й танковые корпуса находились в ещё худшем состоянии. Существенные потери понесла и 264-я стрелковая дивизия. Требовалось время для приведения в порядок 15-го танкового корпуса. По этим причинам наступление 30 августа не состоялось. К этому времени советские войска потеряли 34,5 тыс. убитыми и ранеными, а также около 500 танков. 30 августа наступала только 195-я танковая бригада полковника С. В. Леки из корпуса Копцова. Ей была поставлена задача нанести удар в юго-западном направлении и помочь вырваться из окружения двум батальонам 156-й стрелковой дивизии 61-й армии. К исходу дня бригада успешно выполнила поставленную задачу.
В то время как главные силы 3-й танковой армии пытались прорваться к деревне Сорокино, группа войск генерала Мостовенко форсировала реку Вытебеть и завязала бои за Волосово. В связи с неудачным наступлением танковой армии на главном направлении и наметившимся успехом на правом фланге, в конце дня 30 августа командующий фронтом приказал на левом фланге перейти к обороне, основные силы Романенко перегруппировать на правый фланг, форсировать Вытебеть, овладеть рубежом Волосово, Перестряж, Белый Верх и во взаимодействии с ударной группировкой 16-й армии, наступающей с севера, уничтожить противника в районе Колосово, Глинная, Белый Верх. На основе этого приказа командующий танковой армией решил перегруппировать к Кумово 15-й танковый корпус и 264-ю стрелковую дивизию, а 12-й танковый корпус, понёсший большие потери, вывести в резерв. ([3] стр. 352)
Юго-Восточный фронт. С выходом 30 августа войск 4-й танковой армии (48-го танкового корпуса) в район Гавриловки возникла угроза разгрома 62-й армии, оборонявшейся на внешнем обводе по р. Дону в районе Калача-на-Дону и 64-й армии, оборонявшейся юго-западнее Сталинграда. 30 августа командование Юго-Восточного фронта отвело обе армии на средний оборонительный обвод. Они своевременно вышли из-под удара врага, но организовать оборону на новом рубеже не успели.
Гальдер Франц. Войска северного крыла группы армий «А» успешно продвигаются на Новороссийск. В группе армий «Б» хорошие успехи у 4-й танковой армии; для 6-й армии день прошёл спокойно, но противник, кажется, готовит мощное наступление против её северного крыла. На остальных участках фронта группы армий «Б» относительно спокойно.
Группа армий «Центр». Отражено наступление на фронте 2-й и 3-й танковой армий. У 9-й армии новое обострение обстановки в районе Зубцова и севернее Ржева. Разрешено использовать дивизию «Великая Германия».
Группа армий «Север». Противник продолжает атаки южнее Ладожского озера, но без существенного успеха. Однако и наши контратаки не обеспечили продвижения вперёд. Силы, подготовленные для штурма Ленинграда, все больше и больше используются для сдерживания этого наступления.
Совинформбюро. В течение 30 августа на фронтах существенных изменений не произошло.

## 31 августа 1942 года. 436-й день войны
Волховский фронт. Мерецков Кирилл Афанасьевич: « Атаки 8-й армии день ото дня становились слабее. На пятые сутки удары первого эшелона уже не приносили желаемых результатов. Этот момент командование фронтом сочло подходящим для ввода в сражение второго эшелона… Развёртывание 4-го гвардейского стрелкового корпуса проходило в трудных условиях. Бойцы преодолевали обширные Синявинские болота, в ходе боя прокладывали дороги и одновременно отражали атаки противника. Ввод корпуса в сражение не был должным образом обеспечен артиллерийским огнём и авиацией… Между родами войск не было организовано тесного взаимодействия.» ([6] стр. 310)
Юго-Восточный фронт. Дальнейшее ухудшение обстановки заставило командование Юго-Восточного фронта принять решение отвести 62-ю и 64-ю армии на средний Сталинградский обвод. Войска должны были в ночь на 31 августа (понедельник) совершить 40-километровый переход и к утру занять оборону на среднем обводе, 62-я армия отходила на участок Западновка, Новый Рогачик, а 64-я армия — по р. Червленой на участок Новый Рогачик, Ивановка. Некоторое опоздание с отводом войск на средний обвод создало дополнительные трудности, так как левофланговые соединения 62-й армии сразу же оказались в оперативно невыгодном положении. Противник, обладая большей подвижностью, а главное, господством в воздухе, упредил отходившие войска и 31 августа с ходу преодолел средний обвод севернее Гавриловки.
Северо-Кавказский фронт. Части 5-й и 9-й кавалерийских дивизий румынского корпуса двумя полками мотопехоты и одним кавполком 31 августа вышли к побережью Чёрного моря, захватили Анапу и изолировали от основных сил 47-й армии части морской пехоты, оборонявшие Таманский полуостров. Морякам пришлось выделить часть сил для прикрытия восточного направления, ослабив оборону побережья Керченского пролива. Изоляция советских частей на Таманском полуострове вынудила приступить к выводу кораблей Азовской флотилии в Чёрное море. Прорыв судов через Керченский пролив протекал в очень тяжёлых условиях. Пролив был сильно минирован, простреливался немецкой артиллерией и подвергался воздействию авиации. С 3 по 29 августа из 217 судов, направленных в Чёрное море, при прорыве через пролив погибли 107 катеров и вооружённых сейнеров. Кроме того, 14 кораблей были взорваны в азовских базах из-за невозможности вывести их в море. ([3] стр. 401)
Гальдер Франц. В группе армий «А» успешное продвижение войск под Анапой и Новороссийском. На остальных участках фронта (в горах) без изменений. На фронте 1-й танковой армии сильные бои за переправы через Терек. Группа армий «Б». Весьма отрадные успехи у 4-й танковой армии. У 6-й армии, несмотря на местные контратаки противника, сравнительно спокойный день. На прочих участках фронта по Дону никаких существенных событий.
Группа армий «Центр». Только на фронте 9-й армии продолжаются упорные атаки противника западнее Зубцова и в районе Ржева.
Группа армий «Север». Вклинение противника на участке «бутылочного горла», кажется, удалось остановить. Подготавливается контрудар.
Совинформбюро. В течение 31 августа на фронтах существенных изменений не произошло.

## Список литературы
1. ↑  Гальдер Ф. Военный дневник. Ежедневные записи начальника Генерального штаба Сухопутных войск 1939—1942 гг.— М.: Воениздат, 1968—1971
2. ↑  [2] Сводки, сообщения Совинформбюро и Приказы Верховного Главнокомандующего Вооружёнными Силами СССР. 1941—1945 гг. Архивная копия от 27 сентября 2007 на Wayback Machine
3. ↑  деревня Зеновское, Зубцовский район, Тверская область, Россия. Координаты: Широта: 56°10′24.18″N (56.173382) Долгота: 34°46′37.22″E (34.777005)
4. ↑  деревня Старое, Зубцовский район, Тверская область, Россия. Координаты: Широта: 56°8′44.75″N (56.145763) Долгота: 34°47′16″E (34.787777)
5. ↑  деревня Кузьминово, Зубцовский район, Тверская область, Россия. Координаты: Широта: 56°7′42.27″N (56.128408) Долгота: 34°42′34.13″E (34.709481)
6. ↑  [4] История Великой Отечественной войны Советского Союза 1941—1945. Том второй. Воениздат. МО СССР М. −1961 Архивная копия от 17 мая 2012 на Wayback Machine
7. ↑  Самсонов А. М. Сталинградская битва, 4-е изд., испр. и доп.— М.: Наука, 1989.
8. ↑  Мерецков К. А. На службе народу. — М.: Политиздат, 1968.